# クイズプレゼンバラエティー Qさま!!のクイズ企画
クイズプレゼンバラエティー Qさま!!のクイズ企画では、テレビ朝日系列で放送されているクイズ番組『クイズプレゼンバラエティー Qさま!!』内で放送されているクイズ企画について記述する。クイズ以外の企画については「クイズプレゼンバラエティー Qさま!!のプレゼンVTR」を参照。

## 出演者

### MC
- さまぁ〜ず
  - 大竹一樹
  - 三村マサカズ
- 優香
- 高山一実（プレッシャーマスドリル以降）

### 出題・アシスタント
- 清水俊輔（テレビ朝日アナウンサー）

解答者については「クイズプレゼンバラエティー Qさま!!＃出演者」を参照。

## プレッシャーSTUDY
2007年1月15日から行われていた、『Qさま!!』では最初のクイズ企画。画面右上には「プレッシャースタディ」とカタカナで表示されていることが多い（初期では「プレッシャー学力テスト」になっていた）。2006年7月3日に『マチャミナイト ガチンコ視聴率バトル 私がPだ!』内で放送された「プレッシャークイズ」が元となっている。2014年7月3日（木）19:00 - 21:48には初めて『Qさま!!』内ではなく単独で特番が放送された。

### 概要

#### 「プレッシャーSTUDY」
最初期
優香と櫻井健介（当時アナウンサー）か清水が進行役で、優香以外のQさま!!メンバー10人が解答者となって挑戦。初回のみ各プレゼンターの制服で、第2回以降は各自学生服姿で挑戦している。
当時は、最初に教科を発表してから、席順を決定（1回に行う教科は、国語・社会・英語から2 - 3科目）。1科目につき数問が出題され、科目毎に優香によって成績が付けられる。
1問クリアにつき、「Qさま!!コイン」を1枚獲得。
最終問題は「ボーナスチャンス」として、今回出題された科目の中から自信のある科目を選択した後、問題に挑戦する。「ボーナスチャンス」をクリアすれば、これまでに貯めたコイン枚数×10万円を学資金）として獲得できる。
「ボーナスチャンス」で失敗した場合、最後に今回一番活躍しなかったと思う「逆MVP」を10人の多数決で決める。「逆MVP」に選ばれた人には罰ゲーム（頭上にタライが落とされる＆自動的に「ダメQ」1個追加）。
第6回（2007年2月26日放送分）・第7回（2007年3月5日放送分）は、ゲストが1人、転校生という形で参戦。第6回では1科目毎に、第7回ではクイズの開始前に、Qさま!!メンバー10人の中から抽選で選ばれた1人が不参加（優香＆櫻井アナと共に司会席に座って見学）、残ったメンバー9名＋転校生の10人で挑戦する。
プレッシャーSTUDYスペシャル（2007年4月 - 12月）
参加するQさまメンバーが1–2名に減らされた代わりに、残りのメンバーに高学歴芸能人、雑学王、弁護士、アナウンサー等、週代わりのゲストを加えた10人1チームで構成（6月11日放送分から、基本的にゲスト9名＋5枠にQさまメンバー1名で固定）。また、以前は解答者側だったさまぁ〜ずも司会側に移った。
『予選ステージ』『決勝ステージ』の二段階構成。『予選ステージ』で、10問中5問（2007年7月2日放送は7問）クリアできれば決勝進出。できなければ、チャレンジ終了。
『決勝ステージ』は、1問正解する度に賞品となるペア旅行の旅行先のグレードが上がっていく（熱海→軽井沢→金沢→京都→北海道→湯布院→沖縄→韓国→上海→ハワイ）。1問終了毎に、挑戦を続行するか、ドロップアウトして賞品を獲得するかを選択。1問でも失敗した時点で即チャレンジ終了となり、賞品も全て没収される。
またこの方式以降、解答メンバーにちなんだ分野の問題や誤答が無制限に認められない問題も登場した。
プレッシャーSTUDY ラッキー7
ルールはほぼ同じだが、予選･決勝方式ではなく、10問中7問クリアすれば豪華賞品（主に、高級国産牛）を獲得。
プレッシャーSTUDY ○○（2008年1月 - ）
○○には放送年が入る（2008年の場合は「プレッシャーSTUDY2008」）。チーム編成は、基本的に「プレッシャーSTUDY」スペシャル同様、ゲスト9名＋1 - 5枠にQさまメンバー1名。
まず、3つのラウンドに挑戦。各ラウンド、規定の問題数をクリアすれば、「Qさま!!」（「ボーナス獲得ステージ」の挑戦権）を1個獲得。失敗すると「ダメQ」となる。ボーナス獲得ステージでは獲得した「Qさま!!」の数だけ○×問題に挑戦し、1回でもクリアできたらハワイペア旅行獲得。全ラウンド「ダメQ」だと、ボーナスに進むことなく終了。
第1ラウンド・通常問題（10問中5問クリアで「Qさま!!」獲得）、第2ラウンド・（回によって違う）、第3ラウンド・上級問題（3問中1問クリアで「Qさま!!」獲得）。
2008年からスタートし、2010年ごろまでは後述の対抗戦と半々の頻度で行われていたが、2011年以降はほとんどの回が対抗戦となった。
プレッシャーSTUDY 対抗戦
2007年9月17日放送分から不定期に高学歴や雑学に長けた「インテリ芸人軍団」と、テレビ朝日局アナ・各局キャスター・（元）フリーアナらで編成された「アナウンサー軍団」による対抗戦特番が組まれており、通常放送でも2009年6月の放送分から2つの軍団（チーム）が、10対10で全3ラウンドを戦うスタイルが中心となった。
対戦カードの例は、インテリ芸人軍団vs東大京大軍団、ヤングインテリ軍団vsアダルトインテリ軍団、関東出身インテリ軍団vs関西出身インテリ軍団、イケメンインテリ軍団vsブサイクインテリ軍団など。また、同じテレビ朝日系列の番組同士（お試しかっ!軍vsQさま!!軍など）による番組対抗戦も顕在する。
第1ラウンド・通常問題（3問×10点）、第2ラウンド・上級問題（1問×30点）、決勝ラウンド・回によって異なる（プレッシャーリレー、3ヒント漢字バトル、プレッシャー説明力など）。ただし放送回によっては、ラウンド数や順番、出題される問題の数が変わったり、第1ラウンド前にオープニングクイズが行われることもある。
決勝ラウンド終了時点で優勢だった軍団が勝利となり、ハワイ旅行獲得を賭けた「ボーナス（獲得）ステージ」に挑戦。「ボーナス（獲得）ステージ」の成否に関わらず、学資金として100 - 200万円の賞金が勝利軍団に贈られる回もある。決勝ラウンド終了時点で同点だった場合は、特別延長戦として、両チームの代表者が交互にドボン問題の選択肢を選んで先に相手が不正解の選択肢を選んだ方が勝ちとなる「1vs1ドボン問題」で決着をつける。

#### 新プレッシャーSTUDY
2015年11月9日放送分より登場。前身の「プレッシャーSTUDY」が途中打ち切りという形で終了したため、その後継コーナーとしてスタートした。今までは10人全員解答していたが、解答者数が前半や後半の5人指定されるなど、問題に応じて既存の形式にとらわれない形式になっている。セットも旧「プレッシャーSTUDY」から変更され、解答者を指定する際は、解答する解答者の席の床が赤く点滅、脱落プレッシャーSTUDYでは床にチームカラーが点灯する。また解答席は一席毎に分割されていて、後ろには取っ手が付いており、脱落プレッシャーSTUDYで解答者が退場する際、アシスタントが取っ手を持って解答席に座っている解答者を乗せたまま移動させて退場する。
旧プレッシャーSTUDYとの相違点
- Qさま!!の「Q」から10角形の形にした「Q」に変更。
- 解答席の床のランプの色は赤から紫に変更。
- 解答席の床に取っ手が追加。

### 基本ルール
1チーム10人で協力してクイズに挑む。問題の前に出題される教科を発表。そして、その科目から1つのテーマに沿った問題番号1番から10番までの10問が出題される（例．国語：「次の『さ』から始まる漢字の読みを書きなさい」）。教科によっては例外あり（後述）。
問題の難易度は基本的に、問題番号が大きくなるほど難しい問題になっている。序盤は小・中学校レベルの簡単な問題だが、終盤は正答率10%以下の難問が出される。最新の時事に関する問題が出題されることがある。
問題によって異なる制限時間がCHARGE（設定）された後、1番の席に座っている人から時計回りに、1人ずつ残っている問題の中から1問を選んでその答えをモニターに書く。正解なら次の人に問題の選択権が移るが、不正解ならそのまま1問正解するまで引き続き問題に答えないといけない。どうしても分からなければ、挑む問題を変更することもできる。ただし、問題によっては不正解で即終了（失敗）になる場合や、問題番号の変更が不可の場合もある（後述）。問題の解答はヒントの部分も含めて全て書く。ドボン問題などで選択肢に赤い下線がある場合はその部分を書くが、制限時間が残り少ない場合などはこの限りではない。誤字、脱字は不正解。また、解答に指定のある場合を除き平仮名や片仮名で答えてもよい。
制限時間内に最後の10番席が正解して10問全て正解できればクリア。時間内に全問正解できなかったり、問題によっては規定回数誤答をすると失敗となり、照明が赤転し、ガスが噴射される。クリアすると赤文字で「クリア」と表示（初期はCGで表現されたクリア文字のはんこに乗った優香が押す演出）が入り、クリアできなかった場合には灰色（初期は青文字）文字で「失敗」と表示され、CGで表現された失敗の文字が破裂する（初期は左回転して落ちる）演出が入る。時間切れの場合は黄色文字で「TIME UP」と表示され、CGで表現されたTIME UPの文字が左回転して落ちる演出が入る。また、難しい問題（主に8番以降）を答えると「FINE PLAY」というテロップが表示される。
○×問題・教科書ドボン問題・二択問題等の選択問題では書き直しは禁止で、書き始めたら一気に書く（この時、選択肢や問題番号の変更ができなくなる）。正誤判定においても、記述の手が静止した時点での解答を有効とする。
1度だけその時点の成績を加味して席順を調整できる「席替えチャンス」が設けられているが、番組対抗戦など足りない人数を補充するという理由以外でチーム内に助っ人として参加しているメンバーは10番席に座ってはいけないというルールがある。最初の席順は、長らくその人の学歴・実績や過去の『プレッシャーSTUDY』の成績に応じて感覚的に決められていたが、2009年6月8日放送分からはファインプレー率（過去に自分が答えた問題のうち、「FINE PLAY」となる解答をした割合。出演経験の無い初参加者は、本番前に行ったミニテストの結果で代用）が低い順に、1番、2番、…と厳密に決められるようになった（のちに廃止）。
基本的には問題中に他の出演者がヒントやそれに近いリアクションを出し合うことは禁じられているが、非常に苦戦している場合は司会者（さまぁ〜ず、優香）からヒントを出すこともある。

### 出題教科
国語
主にテーマに沿った漢字の読み問題(「読みが『さ』から始まる漢字」「鳥の名前」など)や書き問題、意味に当てはまるように言葉(「『か』から始まる言葉」「敬語に直せ」など)を書く問題等が出題される。
一度だけ（2007年2月26日放送分）、指定された部首がつく漢字15個を書かせる問題が登場した。1番手から順番に書けるだけ書いてもし書けなくなったら「パス」を宣言して次の人に順番を回す。通常とは異なり、アンカーまで順番が回らなくてもクリアになる可能性もあった。
英語
あるテーマに沿って英単語を和訳する。かつては、「○○に関するもの」や「訳すと○○（部首）の漢字になるもの」というものが一般的だったが、最近では、訳の初めの文字が指定されているもの（例：訳すと「あ」で始まる英単語）がほとんどである。10番は四字熟語やことわざ、慣用句であることが多く、問題にもよるが、8番や9番より簡単なことも多い(文中の単語の意味や繋がりから判断し易いため)。また、上級問題などでは、1–10番全てが通常は10番のみで出されることの多い四字熟語やことわざ、慣用句の和訳であったり、世界的に有名な日本文学作品の英題の訳を答える問題であることもある。
社会
歴史や地理に関連した人物・建造物等の写真を見てその名前を答える問題、シルエット・項目（「流氷が観測できる」「イチゴの生産量が日本一多い」など）から都道府県名を答える問題など多種多様な問題が出題される。
また、統計データの上位10項目を答える「ランキング問題」が出題される場合もある。こちらは、問題番号の選択はない。また、不正解でもそれが何位なのか表示される。
理科
主にテーマに沿った動物の写真を見てその名前を答える問題等が出題される。
数学
空欄に、四則の記号のどれかを入れて、正しく式を完成させる問題。
予め問題が表示されていると後で待機している解答者が難しい問題を前もって考えることができるため、この教科では、先に問題番号を選択してから問題が初めて表示される仕組みとなっており（1番の問題のみ常時表示）、一度選んだ問題を変更することはできない。
また、実質四択なので、誤答を無制限に認めてしまうと、何も考えなくとも4つ全部入れてみるだけでどれか正解になってしまうため、1問で2回誤答すると、その時点で失敗となる。
2008年6月23日放送分から大小比較問題が登場。2つを比べて、不等号または等号（＞、＜、＝）のいずれかを入れる。単なる数値の大小だけでなく、単位等の比較問題もあり、さらには、領土の面積、漢字の画数などの算数とは言いがたい比較問題も出題される(例:□に＜＝＞のいずれかを入れて正しい式にしなさい。100a□1Ha。この場合100a=1Haなので=が正解)。なお、この問題では1回誤答で即失敗になる。
日本人なら知っておきたい問題SPでは、選択式の「マナー問題」で類似した形式から出題された。算数での計算式の代わりに席次を示す図が表示され、最も目上の人が座る席はどれかを答える。算数同様、1問で2回誤答すると失敗である。
家庭科
主に料理の問題（野菜を見てどのような切り方をされたか等）などが、出題される。チーム全員が女性で構成されている放送回等で出題されやすい。
美術
2007年3月5日放送分から登場。
最初にテーマを発表。1人ずつテーマに沿っているお題が自分の席のモニターにだけ表示されるので、そのお題の絵を描き、描き終わったらボタンを押して絵を提示、その絵を左隣に座っている解答者が当てる。分からなければ描き直しも可。パスは不可。
教科の性質上、その他の教科より1問クリアするのに時間がかかるため、制限時間もその他の教科より長めに設定されている。
制限時間以内に、10番席のお題を1番席が正解できればクリア。
音楽
小中学校の教科書に載っている唱歌の唄い出し5文字から、曲名を答える。
教科書○×テスト（教科書○×問題）
2007年7月23日放送分から登場。
先に問題番号を選択して、出題された○×問題に答える。当初は問題は番号を選ぶと表示され、一度選んだ問題は変更できなかったが、2009年9月14日放送分以降は、第1ラウンド（通常問題）であれば問題の変更が認められるようになった。ボーナス獲得ステージ以外、予め1番の問題のみ内容が表示されていて、残りは問題を選んでから表示される。○か×の二者択一なので、誤答1回で即失敗となる。
当初はさまざまな教科から無差別に10問出題されていたが、後に出題される教科・内容は固定された（後述）。また、問題の変更や書きかけた解答を変えることは禁止（2007年7月30日放送分で野村真季が書き直しを犯した。その問題ではおまけ正解となったが、結果的にはこの問題は失敗に終わる）。予め1番の問題だけ表示されている。
「プレッシャーSTUDY2008」や対抗戦形式でのボーナス獲得ステージで出題されているように、このクイズは他のクイズに比べて圧倒的に難易度が高く、クリア率がかなり低い。
2008年12月8日放送分（国語＆日本史SP）からは、1つの教科やテーマに沿った「2択問題」が出題される類似形式も登場。
教科書ドボン問題
2007年8月27日放送分から登場。
11個の選択肢の中から1個だけ含まれている不正解の選択肢を選ばない様に1人1個ずつ正解の選択肢を選ぶ。誰かが不正解の選択肢を選んでしまったらその時点で失格となる（一度書き始めたら書き直しは禁止のため一気に書く）。
10番席まで正解を選び続けることができればクリア。
登場してしばらくした後に、解答の一部分に赤い下線が引かれ、書くときはその部分だけを解答するだけでOKとされるようになった。
訂正問題（漢字の訂正問題）
「読めそうで読めない間違いやすい漢字」SPから登場。
先に問題番号を選択して、出題された問題に答える。問題は番号を選ぶと表示され、変更できない。
文章中に赤い下線が引かれた漢字のうち間違っているものを1字訂正する問題。回答時は「×(間違っている漢字)→△(正しい漢字)」と記入しなければならない。ただし、中には誤字が含まれていない問題もあり、その場合は、誤字を訂正せずに○を書く。ちなみに熟語が出題された場合等でも2文字以上が誤字ということはなく、誤字は必ず1文字だけである。
回によっては、誤答1回で即終了となる。
プレッシャーサイズ
2009年6月1日放送分から登場。
最初にテーマが提示された後、解答者は先に問題番号を選ぶ。
選んだ問題に応じて、テーマに沿った動物・モノの拡大写真が映し出され、徐々にズームアウトしていき（20秒で全貌が明らかとなる）、分かった時点で答えをモニターに書き始める（答えを書き始めた時点で、ズームアウトは一旦停止される）。不正解ならズームアウトが再開され、答え直しとなる（当初は、ボタンを押して自らズームアウトを止めた後に、モニターに答えを書いていた）。
別の問題に変更も可能。誰かが途中でパスした問題を他の人が答える場合は、パスの前のズーム状態から再スタートとなる（前は最初のズーム状態から再スタートしていた）。
早抜けプレッシャーSTUDY
2013年9月23日放送分から登場。
ある物の製造過程のVTRを見て、何が作られているのかを答える。分かった人から、モニターに答えを書いてボタンを押す。仲間の発言がヒントにならない様、挑戦中は一切発言禁止となっている（出題前に全員バッテンマスクを着用させられる）。
正解なら抜け、不正解なら答え直す。なお正誤判定は、チームの中で先にボタンを押した人から受け付けられる。
制限時間90秒以内に10人全員が正解すればクリア、1人でも残っていた場合は失敗。
全教科ごちゃまぜ問題
2013年11月25日放送分から登場。
通常と同じく1つのテーマに沿った10問に答えていくが、複数教科の問題を混合して出題される。
理科「生き物3択」
2014年1月6日放送分から登場。
獲物の捕獲や求愛といったような、生物の変わった生態に関する3択問題をVTRで出題。制限時間10秒以内に10人が一斉に解答、10人の多数決でその軍団の解答を決める（2つ以上の選択肢が同率で並んだ場合、軍団のリーダーに最終解答の決定権がある）。正解ならクリア。「プレッシャーチョイス」(後述)の形式で、両軍に対し一斉に出題される場合もある。

### 主な問題
プレッシャーSTUDY 通常問題
基本ルールに沿って行われる、通常のプレッシャーSTUDY。出題される問題は出題教科を参照。
2014年4月28日放送分からは、不定期で注目解答者ルールを追加。出場者の得意ジャンルなどを考慮して、番組側が1問ごとに注目解答者を1人指定。注目解答者が10番の問題を正解した上でクリアした場合は、通常の倍の得点が加算される（選択問題や早抜けプレッシャーSTUDYでは、注目解答者は設定されない）。
プレッシャーSTUDY 上級問題
ルールは、第1ラウンドの「プレッシャーSTUDY 通常問題」と同じだが、難度が高い。
誤答1回で即終了の選択問題（○×問題、二択問題、教科書ドボン問題）が出題されることが多く、問題番号は一度選択すると変更することはできなくなるなど、問題の難易度以外の要素も難しくされている。
また、回によってはキャプテン（三村軍vs大竹軍における三村・大竹など）が強制的に10番席に移動させられることがある。
史上最強インテリ軍団 超難問SPなどの成績優秀者のみで行われる回では、これよりさらに難度が高いプレッシャーSTUDY 超上級問題が行われる。
早押しプレッシャーサイズ
2009年9月14日放送分から、主にオープニングクイズとして行われた。
ある漢字一文字や熟語を拡大した映像が徐々にズームアウトしていくので、分かった人は早押しで解答権を得て、その漢字の読み仮名を答える（熟語や肖像画、都道府県のシルエットが出題される場合もある）。
対抗戦形式では、2009年9月14日放送分の「読めそうで読めない間違いやすい漢字」SPから導入され、両軍のメンバー紹介を兼ねた、1番席同士から順番に1対1形式で行われる。1対戦につき1問出題。正解なら（その軍団に）1勝。先に6勝した軍団に10点が加算される(5勝先取でリーチ及び負けがなくなり、5勝5敗の場合は引き分けで両軍得点は無し)。早押しの解答は2回まで。1対戦ごとに、漢字問題の難易度が少しずつ上がる。
クイズはセット外で行われ、各対戦が終わる度に、先攻の軍団の人は解答席へ、後攻の軍団の人は控え席へ、それぞれセットに入場する。
プレッシャーSTUDY 2009（2010）形式では、2009年10月19日放送分の超難問SPから導入。1問正解した人から抜けて（所定の解答席へ着いて）いき、制限時間180秒以内に10人全員正解したらクリア、あらかじめ1問正解した状態から第1ラウンドに挑むことができる（つまりオープニングクイズをクリアすれば、第1ラウンドは10問中4問クリアで「Qさま!!」獲得となる）。1人正解する毎に難易度が少しずつ上がる。誤答は、5秒間ズームアウトが停止し、その間は全員解答権を得ることができない。ズームアウトが完全に終わって3秒以内に答えられなければ次の問題に移る。
プレッシャーリレー
第2ラウンドで行われる。10段の階段状のセットで、縦一列に並んだ状態で挑戦。3問中2問正解すれば「Qさま!!」を獲得。
三村が抽選で決めたお題を、9人が順番に作り上げたヒントで伝えていき、事前に相談して選ばれたアンカーがそこから正解を導き出せばクリア、30点獲得となる。
- 美術「一筆書きリレー」→まず1 - 9番手が、お題（著名な建造物や芸術作品）の画を、1人ずつ順番に一筆書きで描き足していく（制限時間は、1人15秒）。途中でうっかりペンを離してしまうとその人はもう描けなくなる。最後に控える10番手が、前の9人が描いた画を見て、お題を当てられればクリア（シンキングタイムは30秒で、解答できるのは1度だけ）。
- 社会「脳内イメージ漢字リレー」→まず1 - 9番手が、お題の人物から連想される漢字を1人1文字ずつ書いていく（制限時間は、1人15秒(当初は10秒)）。前の人が書いた文字と同じ漢字を書いても良いが、その人物の名前に含まれている漢字を使ったり、前に使われた漢字と組み合わせて熟語にすることは禁止。制限時間内に書けないとその人は何も書いていない状態で終わってしまう。最後に控える10番手は、前の9人が書いた漢字を見て、お題の人物を当てられればクリア（シンキングタイムは30秒で、解答できるのは1度だけ）。
- 国語「脳内イメージ漢字リレー」→まず1 - 9番手が、お題（二字熟語にすることができる共通の漢字一文字や、別の漢字にすることができる共通の部首）と組み合わせられる漢字を1人1文字ずつ書いていく（制限時間は、1人15秒）。前の人が書いた文字と同じ漢字を書いてもよい。またお題の漢字そのものを書いてしまった場合は『NGワード』となり、解答枠が減ってしまう。最後に控える10番手は、前の9人が書いた漢字を見て、お題を当てられればクリア（シンキングタイムは30秒で、解答できるのは1度だけ）。

対抗戦ルール1
1つのテーマに沿って、漢字の読み問題や2択問題などを10 - 20問出題。1番から順番に答えていく。1人何問答えても良く、1問正解する度に得点（基本的には1問10点）が加算されるが、1回誤答する・タイムアップ・全問正解・後攻の軍団が先攻の点数を上回って勝利が確定した時点で終了となる。答えが分からなければ、「パス」を宣言して、後ろの人にバトン型ライトペン（解答権）を回しても良い（1問も解答しないでパスをすることも可能であるが、再び解答順が回ってくることはない。また、書き始めたらパスができず、列の最後尾である10番手はパスが許されない）。
「読めそうで読めない間違いやすい漢字」SP内で登場した初回のみ、制限時間内に10問正解するというクリア制で行われた。
また、当初は20問出題かつ、11問目で問題テーマが別テーマに切り替わっていた。
対抗戦ルール2「スピードプレッシャーリレー」
2011年9月5日放送分から登場。通常と同形式の問題が出題されるが、制限時間は、1番手からアンカーの解答まで含めて100秒（後に120秒に延長。自分の回答が書き終わったら筆記用のペンを次の人に渡す、また禁止ヒントを書いた場合は書き直し。9番手がヒントを書き終えた時点で一旦カウントダウンは停止。アンカーが答える段階に入ったら、カウントダウンが再開される）。アンカーが正解した場合、残り秒数×1点を獲得。ただし、解答権は1回のみで、誤答および制限時間が0秒に加え、自分の軍団が勝利するために必要な残り秒数を過ぎてしまった場合も失敗となる。
初期は制限時間内にテーマ（広辞苑に載っている二字熟語でしりとり、北海道（鹿児島県）から陸続きの都道府県を書く、東京ー博多間の新幹線の駅名でリレーなど）に従って、バトンを回しながら10人の解答をつなげていく内容であった。
スピード漢字バトル（スピード漢字リレー）
後述のプレッシャー5vs5を、団体戦形式に改訂。
指定された条件に当てはまる漢字一文字を、先鋒から順番に5人がリレー形式で書けるだけ書いていく。1人15 - 20秒ずつ（大将のみ30秒）答えを書いていき、正解数に応じた点数（正解1文字につき5 - 10点）を獲得。
チームごとに個別で出題。公平を期する為に、難易度（事前に解答した一般人の平均正解数）やお題が同程度の問題が出題される。
2009年11月2日の放送のインテリコンビSPではコンビの片方が解答者となり、1枠から順番に10人がリレーで解答する「スピード漢字リレー」を第2ラウンドで行った。持ち時間は1人15秒で合計150秒以内に10人合計で20個以上書ければクリア。2問中1問クリアでQさま!!獲得となった。
2011年2月14日放送のインテリ軍団対抗戦SPからは、アレンジ版「スピードプレッシャー 10個書いてよ!」が登場。ルールは同じだが、10個正解が出そろった時点でクリア、漢字以外のお題も出題されるといった点が異なる。対抗戦形式では、正解1個につき10点、クリアした場合はボーナス50点を加えた150点を獲得。「プレッシャーSTUDY 2011」形式では第2ラウンドで行われ、2問中1問クリアでQさま!!獲得。
3ヒント漢字バトル
両チームが代表者を出して対戦する直接対決。
表示された3つの漢字を組み合わせると出来る新たな1文字の漢字（後に4つの漢字を組み合わせて二字の熟語を答える形式や、3つの漢字に共通して付く部首や漢字（二文字の熟語）を答える形式も追加）は何かを、制限時間15秒以内に各自が記述で答える。正解の漢字が複数ある場合は、両チーム合わせて1番多く書いた正解を優先する。
正解者は残り、不正解・時間切れだった者は席から外れる（脱落）。
これを繰り返して、先に相手チームの代表者を全員脱落させた軍団の勝利となる。
（レギュラー放送枠での）対抗戦ルール
第2ラウンドまでの点差に応じて、（負けている側の軍団が）10点につき1人をあらかじめ脱落させた状態から開始。なお脱落させるメンバーは、当初は負けている側が決めていたが、これではハンデの意味がないということで、勝っている側の軍団のリーダーが強そうな人を指名して脱落させることができるようになったが、後にくじ引きで行われるようになった。この3ヒント漢字バトルで勝利した軍団が、そのまま総合優勝となる。
問題数限定方式
2012年1月16日放送分（プレッシャー勉強バトル）と、2013年1月7日放送分（プレッシャー漢字バトル）で、それぞれ第2ラウンドで実施。10対10から始め、相手軍団が全員脱落するか5問終了時点でより多く残っていた軍団に20点が加算される。
「プレッシャー勉強バトル」では白地図を見てその都道府県の名前を答える問題を、「プレッシャー漢字バトル」では十字の上下左右の漢字にくっつけるとそれぞれ二文字の熟語になる漢字1文字を答える共通漢字穴埋め問題を、それぞれ出題した。
プレッシャーデッサン
2008年5月12日放送分から、第2ラウンドの一種として登場。
あらかじめ、三村の抽選により解答役を1名決定（解答役は、3回戦固定）。それ以外は、絵の描き手に回る。1回戦ごとに、1つのテーマから3問出題。
描き手はそれぞれ、お題の絵を制限時間30秒（当初は15秒）の間に描く。解答役は、描き手が描いた絵を見て、お題は何かを当てる（シンキングタイムは15秒で、解答できるのは1度だけ）。
1問目は9人全員が描き手だが、2問目以降は絵が上手だったり、上手く伝わっていると思われた人が三村によって数名排除させられる（三村'Sチョイス）。よって2問目は4人が描いた絵から、3問目は最も下手だと思われている1人が描いた絵から、それぞれお題を推測することになる。
3問全て正解で、1回戦クリア。3回戦中2回戦クリアできれば「Qさま!!」獲得。
2008年8月18日放送分から、いくつかルールが変更された。
- 解答役は、1回戦ごとに抽選で決定。
- 1 - 3問目で絵を描く人数は以前と同じだが、解答役自身が、絵の上手そうな人を残してそれ以外のメンバーを排除していく方式（通称「チョイスTIME」）に変更、以前はその逆。その代わり、問題テーマも、都道府県・四字熟語など、描き手の表現力が問われるテーマが出題されるようになり、難易度が上がった。

プレッシャー間違えやすい漢字デッサン
2009年9月14日放送分の「読めそうで読めない間違いやすい漢字」SPで登場。
解答役は、軍団内で相談して決める（2回戦固定）。
お題はテーマによる縛りがない代わりに、2 - 3文字の熟語で表示される。描き手は、その熟語が表していると思ったものもしくはその熟語に使われている漢字のものをそのまま描いて、解答役に伝える。
1問正解するたびに、「チョイスTIME」で相手の軍団が優秀だと思った描き手を1人排除する。最後の3問目では、7人で解答役に伝えないといけない。
1回戦3問全て正解で、30点獲得。これを2回戦行う。
2010年4月26日放送分では、解答役自身が「チョイスTIME」で絵の上手そうな人を残す。絵を描く人数は、1問目では9人。2問目では3人。3問目では1人。
1回戦のみで、テーマは1問ごとに変更。1問目正解で5点、2問目正解で15点、3問目正解で30点で最大50点獲得。
対抗戦ルール「スピードプレッシャーデッサン」
2011年12月5日放送分から実施された変形版。解答役は、正解すればシンキングタイムの残り秒数×1点を獲得。回答権は、1回のみ。2問出題（1問目→9人全員が描く。シンキングタイムは30秒。2問目→解答役が選んだ3人が描く。シンキングタイムは60秒）。
プレッシャー説明力
2009年1月12日放送分から登場。第2ラウンドで行われる。
あらかじめ出題されるテーマが発表された後、お題を説明する説明者を1人、軍団内で相談して決める。それ以外の9人は横一列に並んで、解答側に回る。
説明者は1人ずつ順番に、自分の席のモニターに映ったお題を口述で説明（ヒントを出す）して、解答者に当てさせる。ただし、お題の答え（一部）を言ってしまうと、強制的に問題が変更される（ジェスチャーも禁止）。またお題の答え（一部）を他の言語に訳して口述するのも同様。
解答者は筆答で答え、ボタンを押して正解したら説明者の席がスライドして、次の人に解答順が移動。
説明者は、解答者がお題を当てられないと思ったらパスをしてもよい。パスをしたら、前のお題よりも難しくなった別のお題に変わる。
制限時間150-180秒以内に9人全員正解したらクリア。
2 - 3問中1問でもクリアできれば「Qさま!!」獲得。
対抗戦ルール
テーマ発表（2010年2月22日放送分以降は複数のテーマを選択）→説明者決定までの流れは、『プレッシャーSTUDY 2009』の頃と変わらず。
バトン型ライトペン（解答権）を使用し、正解しても解答者は次の人に移動せず、引き続き次のお題に挑戦できる。
「プレッシャーリレー」と同様にお題が分からなくなったら、任意で解答者がパスをして、次の人に解答順を移すことができる。ただし、再び解答順が回ってくることはない（つまり、アンカー（9人目）まで解答順を回してしまったら、最後までアンカーが解き続けないといけない）。パスをした場合でもお題は変わらず、お題の難易度が上昇することもない。なお、「プレッシャーリレー」と異なり1回間違えても即終了はない。
タイムアップになる（150秒経過）か、全15問正解した時点で終了。正解したお題の数に応じた得点（1問10点）が加算される。また、後攻の軍団が先攻の点数を上回って優勝が確定した場合も、その時点でゲームが打ち切られる。
プレッシャー5vs5（スピード漢字バトル）
プレッシャー・ゴ・ゴと読む。2008年4月7日放送分から主に対抗戦SPや特別企画で登場。
両チーム5名ずつ代表を出して対戦する直接対決。
各チーム、予め対戦順（先鋒・次鋒・中堅・副将・大将）を決め、1対1の勝ち抜き戦方式で戦う。勝った側はそのまま次の対戦に臨み、負けた側は次に控える解答者と交代する。
最初にテーマが出題され、双方制限時間30秒の間にテーマに合う解答を書けるだけ書く。制限時間が経過した後、答え合わせ。正解をより多く書いた方の勝利となる。引き分けの場合は、勝敗が決まるまで競い合う。
基本的に、指定された条件に当てはまる漢字一文字を書けるだけ書いていく「スピード漢字」が出される（「さんずい」の漢字を書けるだけ書け等）。
相手チームの大将を倒したチームには、50点または100点が加算される（当初は勝ち抜き人数×10点も加算されていたが、9月15日放送分から廃止）。
2009年1月12日の特番からは、前述の「スピード漢字バトル（スピード漢字リレー）」にリニューアルされた。
レギュラーの『プレッシャーSTUDY 2008』では、これをスピンオフさせた「プレッシャースピード漢字バトル」ラウンドも行われた。過去の「スピード漢字」対決で全て勝利したやくみつるとの1vs5変則マッチで、1人でもやくに勝利すればQさま!!を獲得できた。
プレッシャー大なり小なり
2008年9月15日放送分の対抗戦SPのみ、最終ラウンドで登場。
左右2つの項目を、中央に表示されたテーマで比べて、どちらの方が大きい・多いか、モニターに不等号を書いて答える。
1人1問ずつ順番に出題され（後の問題ほど、難しくなる）、1問正解するたびに10点加算。
ただし、1問でも間違えるか制限時間（300秒）が尽きた時点で終了。終了するまでは、2周目、3周目と継続される。
プレッシャーチョイス
2010年5月10日放送分から、オープニングクイズとして実施。さまざまなタイプの選択問題が出題される。
- 理科「動物3択問題」→小学館「くらべる図鑑」とのタイアップ企画。専門家による監修の下、3–4種類の動物によるスポーツ対決（短距離走、競泳など）を、各動物の特性やデータに合わせてシミュレーション。1位を当てる場合と1位・2位を順番通りに当てる場合に分かれる。
- 社会「製造工程2択問題」→ある物の製造過程の映像2種類を、同時に30秒間見た後、予め指定された物を作っていた映像はどちらかを当てる。
- 理科「実験2択問題」→科学実験の映像を見て、その実験結果を2択から予想する。

対抗戦形式では両軍団20名全員に対して出題される。当初は15秒以内に個々で手元のボタンで解答、1–2問出題して正解人数の合計が多かった方の軍団に10（–20）点が加算されていたが、2010年6月21日放送分以降は、各チーム10秒間全員で相談した後、両チームのリーダーがそれぞれ答えて正解なら10（–20）点が加算されるルールとなった（両チーム正解あるいは不正解の場合は得点は加算されない）。
「プレッシャーSTUDY 2010」形式では、第1ラウンドの1問目として出題。15秒間全員で相談した後、チームリーダーが全員の意見をまとめて答えを発表。正解なら、その問題はクリアとなる。また本放送の前の枠「Qさま!?」においてウォーミングアップとして出題される回もあり、その時は代表者（初登場の解答者が多い）が、チームの意見をまとめて答えを発表。ここでの正誤は、本編の成績には加味されない。
早押しプレッシャーSTUDY
2011年2月28日放送分から初登場。『早押しプレッシャーSTUDY』自体は、『勉強王NO.1決定戦』(2010年4月12日放送分)から初登場。それ以降、全国インテリ高校No.1決定戦（2010年11月22日放送分）などの大会の決勝ラウンドで行われている。一時期はボーナス獲得ステージの企画として実施されていたこともある（後述）。
各教科の用語集などから出題。その用語や熟語の説明文が読み上げられるので、その用語・熟語は何かを早押しで解答する。
レギュラー放送では主にオープニングクイズとして実施。20人全員参加または1対1形式で行い、先に規定の問題数を正解した軍団が10点獲得。表示された熟語の読みを答える「早押しプレッシャー漢字バトル」、統計データの空欄部分を穴埋めする「早押しプレッシャーランキング」、文学作品の舞台や統計データ等から正解の都道府県を答える「早押しプレッシャー47択」、空欄に文字を補って英文を完成させる「ドラゼミ イングリッシュ」などがある。
プレッシャー電卓
2012年6月25日放送分から登場。
10人が、巨大な電卓セットの0 - 9ボタンの後ろに立ち、出題された数字で答える問題に対して、電卓のボタンを両足で踏んで解答する。各ボタンは担当が決まっており、担当者以外が踏んではならない。同じ数字を連続で入力する場合は1回ボタンから降りてから再度踏まなければならない。なお、誤入力をした場合は、0ボタンの横にあるCボタンを踏んで解答を消去し、最初から入力をやり直す。Cボタンは誰が踏んでもよい。
10–12問連続で出題され、制限時間は1問につき15秒。正解数×5Pが加算される。
口で答えろ!プレッシャーSTUDY
2014年1月6日放送分から登場。
通常のプレッシャーSTUDYと同様に、テーマに沿った10問に答える。ただし解答は筆答ではなく、口頭で答える。また、問題は番号を指名するまで表示されない。
制限時間以内に10問クリアできれば10点獲得。さらに制限時間と解答順が最初に戻り、難易度の上がった2周目（11–20番）に挑戦、2周目もクリアなら3周目（21–30番）にも挑戦できる。得点は、1周クリアする度に10点が追加される。
特番の決勝ラウンドで行われる場合は、5周(50問)行い、1周目クリアで10点獲得、2周目クリアでさらに20点獲得(合計30点)、…5周目クリアで50点獲得(合計150点)というルールで行われることもあった。
指で並べろ!プレッシャータッチ!!
2014年4月28日放送分から登場。
タッチ画面のかな文字パネルを指でスライドさせて、四字熟語の読みやことわざ・慣用句などを完成させていく。
制限時間1人20秒のリレー形式。制限時間内であれば何問でも答えられるが、誰かが正解するまで次の問題に進めない。時間切れで回答権が移る際、パネルの位置は維持される。
得点ルールは、10人目が終了するまでに5問を正解できれば10（–30）点獲得できるルールと、1問正解する度に加点されるルール（規定の問題数を正解するか10人目がタイムアップになった時点で終了）の、2種類のルールがある。
プレッシャークロスワード
2014年4月28日放送分から登場。解答セットは「プレッシャーリレー」の物が流用されている。
5×6–7マスのクロスワードパズルをヒントを元に筆記で回答、2問目以降は、回答の文字の一部分もヒントにして回答する。なお、最初から一部のマスに文字が入っている場合もある。問題は全教科から出される。初期の頃は、番号とカギの方向の矢印が出されていたが、後に無くなり、黄色く表示されるマスに回答する。
制限時間1人15秒のリレー形式。制限時間内であれば何問でも答えられるが、誰かが正解するまで次の問題に進めない。
10人目が終了するまでに10問全て正解すればクリア、10（–30）点獲得。
イングリッシュトレイン
2014年10月13日から登場。お題を説明する説明者を1人、軍団内で相談して決める。それ以外の9人は横一列に並んで、解答側に回る。
説明者は、電車の模型に書かれたお題の英単語とその訳を見て、文章の中にお題の英単語を混ぜて説明（英単語が「crane」、訳が「鶴」なら「craneの恩返し」など）し、解答者に英単語の訳を当てさせる。お題に書かれている訳以外は正解と認められない。一部分を含め、訳をそのまま言ってしまった場合や極めて正解に近い言葉で伝えてしまった場合、NGヒント扱いとなりその問題は無効、強制的に次の問題に移る。
制限時間1人20秒（9人目のアンカーのみ30秒）のリレー形式。制限時間内であれば何問でも答えられる。
得点ルールは、9人目が終了するまでに5問を正解できれば10（–20）点獲得できるルールと、1問正解する度に加点されるルール（規定の問題数を正解するか9人目がタイムアップになった時点で終了）の、2種類のルールがある。
スピードプレッシャーSTUDY
2015年1月26日放送分で実施。
各チーム3人ずつ選抜し挑戦。問題は答えが複数ある「多答問題」であり、1人30秒ずつ思いつく限りボードに書く。合計正答数が、事前に同じ問題に解答した東大生の平均正解数を上回れば30ポイント獲得。
プレッシャーボーダーライン
2015年1月26日放送分で実施。
出題された問題に対して、10人一斉に（制限時間15秒以内に）筆答。事前に同じ問題に解答した現役東大生の正解率をボーダーラインとして設定、軍団内の正解率がボーダーライン以上であれば10点獲得。過去にテレビ朝日系列で放送されていた合格!日本語ボーダーラインと同様のルールである。
出題される問題の代表例は以下のとおり。
- 4つの熟語が完成するように、空欄に入る漢字を答える問題
- 4つの漢字が完成するように、空欄に共通して入る部首を答える問題
- 3つの慣用句が完成するように、空欄に共通して入ることばを答える問題
- 指定された読みの三字熟語になるように、二文字目の漢字を答える問題
- ある人物の映像を顔が隠れた状態で見て、その人物を答える問題
- 昔の新聞記事を見て、何についての記事かを答える問題
- 童謡の歌詞の一部分を答える問題

早押しプレッシャーボーダーライン
2015年3月2日放送分から登場。予選ラウンドで「プレッシャーボーダーライン」を行う回の決勝ラウンドとして実施される。
各チームから4人の代表者を選抜し、1人ずつ挑戦。解答者は、「ボーダー君」と呼ばれるロボット(ヴイストンの「Tichno」)と早押しクイズで対戦する(初回の3月2日放送分では「ボーダー君1号」、4月13日放送分からはその兄という設定の「ボーダー君2号」)。ボーダー君には事前に同じ問題に解答した東大生のうち、正解タイム上位3人の平均タイムがインプットされており、その時間が経過するか相手が間違えると自動で正解を言う（ボーダー君が不正解を言うことはないため、押された時点で負けが確定する）。東大生の平均タイムは出題前に視聴者には発表されるが、解答者には明かされない。4人中、ボーダー君に勝利した人数の多い軍団がボーナス獲得ステージの挑戦権を得る。
初回の2015年3月2日放送分ではルールが以下のように異なる。
- 挑戦するのは各チーム代表者3人。
- 1人ずつではなく3人VSボーダー君で7対戦行う。
- 東大生の解答タイムは上位10人のものであり、そのタイムは解答者らにも事前に明かされる。

めくってプレッシャー
2015年7月20日放送分から登場。
パネルに15個の写真が表示されており、それぞれシールをめくると問題が書かれている。問題は通常のプレッシャーSTUDYと違い難易度順に配置されているわけではなく、どんな問題が出題されるかはめくってみるまでわからない。解答するメンバーはいずれかのシールを1枚選んでめくり、問題パネルから少し離れた場所に設置されている解答パネルまで行き、めくった問題と対応する欄に答えを書く。そして解答パネルのシールをめくって正誤を確認する(わからない場合は答えを書かずに解答シールを剥がしてもよい)。正解ならば次のメンバーに交代するが、不正解ならば同じメンバーがもう1問挑戦する(正解するまで交代することができない)。
制限時間は1回のチャレンジにつき180秒で、交互に最大2回ずつ挑戦。ただし、ここまで優勢のチームが先攻となり、1回目のチャレンジに限り制限時間のアドバンテージ(1点差につき2秒追加)がついた状態で挑戦する。以降、相手チームが前のチャレンジで出した正解数がボーダーラインとなり、越えられなかった地点で即敗退(同数の場合も不可)。その地点でボーダーラインの記録を出しているチームの勝利となる。
プレッシャー10文字タイピング
2013年7月8日放送分から登場。
理由や用語の意味などを説明させる問題を出題。両軍、解答欄の語尾に沿う形で（「〜ため。」「〜のこと。」など）、10文字以内で答える。
解答は、チーム内で相談して、制限時間30秒以内に両軍の代表者がQWERTY配列のキーボードで入力して答える。制限時間内であれば答え直し・打ち直しも認められるが、制限時間終了の時点で入力されていたものを、その軍の最終的な解答とする。
模範解答を基に、正誤を判定。
目指せ!ゼンメツ プレッシャー早押しバトル
2013年9月23日放送分で登場。1対1勝ち抜き戦方式で、早押し問題で対戦。出題される問題は「早押しプレッシャーSTUDY」に準ずる。
不正解または相手に1問正解されたら、セットの外へ退場する。勝者は相手の軍団から次の対戦相手を指名して、再び1対1対戦。これを繰り返して、先に相手軍の10人を全員退場させた軍団が勝利。
なお、現時点での点差に応じて、（負けている側の軍団が）10点につき1人をあらかじめ退場させた状態からクイズが開始される。退場するメンバーはくじ引きで決定。
ボーナス獲得ステージ・ドリームストッパー
対抗戦を勝利した軍団が、畠山健（当時シンデレラ）扮する「ドリームストッパー」と、早押しプレッシャーSTUDYで対決。正解した人は抜けていき、ドリームストッパーが3問正解するよりも先に3人抜ける（3問正解）ことができればハワイ旅行獲得。また、ドリームストッパーも5回連続でハワイ旅行を阻止することができればハワイ旅行獲得。
ボーナス獲得ステージ・プレッシャー60秒
2013年5月13日放送分から登場。正解が10個以上ある問題を1問出題。1番席から1人1個ずつ答えを書いて、制限時間60秒以内に10番席まで正解できればハワイ旅行獲得。
非対抗戦の回ではQさま!!の数だけ、10番席側から獲得した数と同じ人数だけ回答が免除される（ノルマが減る）
ボーナス獲得ステージ・プレッシャードボン問題
2014年7月7日放送分から登場。
（教科書）ドボン問題を1 - 2問出題。1問でもクリアできればハワイ旅行獲得。
脱落プレッシャーSTUDY
2015年11月9日放送分から登場。「新プレッシャーSTUDY」を行う回の第2ラウンドとして行われる。
各チームの代表者5人ずつで行われるプレッシャーSTUDYで、一方のチームが奇数の順番の席、もう一方のチームが偶数の順番の席に座り、問題に答える。
出題される問題はドボン問題、2択問題、早押し早抜け問題で、ドボン問題と2択問題は1番席から順番に解答して不正解者1人、早押し早抜け問題は全員か解答して時間内に正解できなかった解答者全員が脱落となり、脱落が決定すると解答席後方のドアが開き、アシスタントが解答席を引っ張って退場となるが、不正解者がいなければ脱落者無しで次の問題に進む。また、1番席は司会者席の後ろにある関係でドアが無いため、1番席が脱落になった場合の退場の仕方が話題となったが、2016年3月7日放送分で明らかとなり、司会者席が上昇して司会者席の後ろにドアが現れてそこから退場となり、退場後は司会者席が下降して元の状態に戻る。
2択問題においては、脱落者が出た場合、次の問題の選択肢の問題番号が小さい問題が選択出来なくなる（例えば、残り解答者数が7人の場合、1 - 3番の問題がオープンされ、選択できない）。また、ドボン問題は、常に選択肢の数が（残り解答者数+1）である。
全7問で、最後まで残った人数が多いチームに20点加算される。
2016年3月7日放送分では決勝ステージで出題。まず通常問題が各軍5問ずつ出題され、クリアの数だけ決勝ステージに進出する人数が決定。問題は3問で全て早押し早抜け問題が出題され、不正解者が2人以上いる場合は全員、最後の1人になったらその時点で脱落となり、最終的に残り人数の多いチームが勝利となる。
2016年10月17日放送分では4択早押し問題で、解答者はボタンを押して解答し、1番早く解答した人のみ正誤判定を行う。各解答者にライフが2つあり、正解すると相手チームの席番号が小さい解答者のライフが1つ減り、2つ減らすと脱落させることが出来る。ただし、誤答だった場合は答えた解答者が即脱落となり、一番小さい席番号の解答者のライフが1つの状態で誤答すると、次に席番号の小さい解答者のライフが1つになってしまう。これを繰り返し、相手チームを全滅させたら勝ちとなる。
敵が選ぶSTUDY
2016年5月30日放送分で登場。問題自体は10人で答える普通の問題だが、出題教科は、現在待機中の相手チームが全8種類の中から選ぶ。後攻が挑戦する際、先攻は、後攻が既に選択した教科を選ぶことはできない。
4択プレッシャーSTUDY
2016年10月17日放送で登場。ABCDの4択問題が出される。通常のプレッシャーSTUDYで出題される場合は、1番の解答者から順番に解答する。問題は番号が増える度に難易度が上がり、解答者は番号を指定して問題をチェックして、解答しないなら番号を変更、解答するならモニターに答えのアルファベットを書く。1番から9番の解答者は解答権は2回で、お手つきは1回しても良いが、不正解後の問題の変更は出来ず、10番席の解答者は解答権は1回のみとなる。脱落プレッシャーSTUDYで出題される場合は、前述の脱落プレッシャーSTUDYの項目を参照。螺旋階段で出題される場合は、早押し問題で出題後にボタンを押して解答し、早押し3位までの解答者が解答権を得る。早押し1位の解答者から解答を出して正誤判定され、正解で2段上がって終了、不正解で3段下がって早押し2位の解答者に解答権が移り、前述と同じルールで正誤判定、不正解で早押し3位の解答者に解答権が移り、不正解なら問題終了となる。
ボーナスステージ・教科書○×テスト
非対抗戦の回では3ラウンドで獲得したQさま!!の数だけ挑戦、対抗戦回では勝利した軍団が1問のみ挑戦（特番では2回の場合もある）。問題は全て○×問題。1問でもクリアできればハワイ旅行獲得すると赤文字で「ボーナスステージCLEAR 全員豪華ハワイペア旅行獲得！」と表示、ハワイ旅行獲得できなかった場合には水色文字で「豪華ハワイ旅行ゲットならず」の文字が表示される演出が入る。

### ハワイペア旅行獲得チーム
太字は出演当時テレビ朝日アナウンサー、「ヨーロッパペア旅行」を失敗したチームは記述しない。

#### プレッシャーSTUDY
- 2008年1月14日 岡田圭右、増田英彦、岩尾望、西川史子、山崎弘也、湯浅卓、大木優紀、野村真季、伊集院光、大塚範一
- 2008年6月30日 内野聖陽、市川亀治郎、石田純一、宮崎美子、伊集院光、宇治原史規、山崎樹範、福田萌、大木優紀、しずちゃん
- 2008年8月25日 坂東眞理子、金田一秀穂、やくみつる、山中秀樹、八代英輝、有賀さつき、岡田圭右、中田彩、浜田ブリトニー、青木さやか
- 2008年9月8日 大塚範一、やくみつる、石田衣良、秋山竜次、本村健太郎、西川史子、土田晃之、倉田真由美、優木まおみ、大木優紀
- 2009年3月23日 やくみつる、宮崎美子、有賀さつき、麻木久仁子、金田一秀穂、辰巳琢郎、村上てつや、パックン、伊集院光、吉村作治
- 2009年6月8日 林家三平、エド・はるみ、若林正恭、しずちゃん、高畑淳子、春日俊彰、市川亀治郎、伊集院光、やくみつる、宇治原史規
- 2009年8月31日 宮崎美子、関根麻里、岡田圭右、坂東眞理子、伊集院光、金田一秀穂、市川亀治郎、やくみつる、宇治原史規、大塚範一
- 2009年10月12日 及川光博、山西惇、六角精児、山中崇史、神保悟志、大谷亮介、川原和久、残り3人の解答者は助っ人軍団（Qさま!!メンバー8人、宮崎美子、伊集院光、宇治原史規）から選ぶ
- 2010年2月1日 益子卓郎、安田美沙子、青田典子、青木さやか、田中義剛、柴田理恵、伊集院光、石原良純、宮崎美子、宇治原史規
- 2010年9月13日 宮崎美子、大下容子、ミッツ・マングローブ、渡部陽一、伊集院光、石原良純、松尾依里佳、やくみつる、麻木久仁子、宇治原史規

#### 対抗戦
- 2008年4月7日 麻木久仁子、水野裕子、青木さやか、草野満代、吉田照美、堂真理子、大木優紀、徳光和夫、徳光正行、大塚範一（アナウンサーチーム）
- 2009年1月12日 菊川怜、竹内由恵、藤田朋子、青木さやか、大坪千夏、下平さやか、松尾依里佳、おおたわ史絵、宮崎美子、麻木久仁子、春野恵子、有賀さつき（インテリ美女軍団チーム）
- 2009年6月1日 麻木久仁子、有賀さつき、安藤幸代、生島ヒロシ、大塚範一、菊川怜、草野満代、富永美樹、福田萌、吉田照美（フリーアナ＆キャスター軍団チーム）
- 2009年8月10日 桂小枝、ヨネスケ、エド・はるみ、関根勤、小倉久寛、渡辺正行、清水圭、斉木しげる、柴田理恵、伊集院光（アダルト芸人軍団チーム）
- 2009年9月14日 草野満代、八木麻紗子、小川彩佳、下平さやか、渡辺宜嗣、菊川怜、山中秀樹、吉田照美、石原良純、やくみつる（報道キャスター軍団チーム）
- 2009年10月26日 益子卓郎、福田薫、山崎弘也、小川彩佳、えなりかずき、矢部太郎、下平さやか、木原実、石原良純、麻木久仁子（関東インテリ軍団）
- 2011年2月21日 綾部祐二、関根勤、前田有紀、山崎弘也、下平さやか、中田敦彦、伊集院光、、石原良純、金田一秀穂、やくみつる（関東インテリ軍団）
- 2011年05月02日 市毛良枝、生稲晃子、岩瀬惠子、磯野貴理、さかもと未明、真琴つばさ、草野満代、大下容子、有賀さつき、宮崎美子（アダルトインテリ美女軍団）
- 2011年06月13日 磯野貴理、飯星景子、菊池麻衣子、有賀さつき、麻木久仁子（バツイチインテリ美女軍団）
- 2011年11月07日 市毛良枝、生稲晃子、真琴つばさ、磯野貴理子、山田邦子、西川史子、大下容子、有賀さつき、おおたわ史絵、宮崎美子（アダルトインテリ美女軍団）
- 2012年06月25日 スギちゃん、山本博、山崎弘也、竹内由恵、大竹一樹、有賀さつき、服部巧、三浦奈保子、松尾依里佳、やくみつる（大竹軍団）
- 2013年06月03日 冨士眞奈美、青木さやか、安藤和津、Senri、いとうあさこ、半井小絵、下平さやか、大島さと子、有賀さつき、宮崎美子（アダルトインテリ美女軍団）
- 2013年07月08日 ゲッターズ飯田、秋山竜次、山崎弘也、渡辺正行、大竹一樹、山西惇、伊集院光、石原良純、やくみつる、宇治原史規（大竹率いる最強！男インテリ軍団）
- 2013年08月19日 入山杏奈、渡邊智洋、五十嵐渉、蒔田るみ、竹尾真、佐野章佳、兼村夏姫、森田航平、武井啓剛、小野拓哉（超名門！現役高校生軍団）
- 2014年6月16日 織田信成、山本博、長嶋一茂、三浦豪太、川合俊一、山崎弘也、棚橋弘至、野上慎平、伊集院光、やくみつる（男スポーツ軍団）
- 2014年7月7日 石田靖、塚地武雅、金谷俊一郎、岡田圭右、太川陽介、斎藤真美、桂文枝、高橋茂雄、中邑真輔、林剛史、松尾依里佳、宇治原史規（勉強できる関西軍団）
- 2014年10月6日 織田信成、ウエンツ瑛士、ノブ小池、村上健志、高橋茂雄、山崎弘也、さくらまや、伊達みきお、富澤たけし、竹内由恵、宇賀なつみ、松尾依里佳、伊集院光、宇治原史規（テレ朝バラエティ軍団）
- 2015年3月2日（プレッシャーSTUDYの最終回） 石田衣良、犬山紙子、岩崎夏海、金谷俊一郎、上田洋一、辛酸なめ子、西村賢太、深澤岳大、深澤真紀、河合敦（先生軍団）

#### 新・プレッシャーSTUDY
- 2015年12月14日 新垣隆、羽田圭介、中田敦彦、安河内哲也、湯浅卓、坂田アキラ、おおたわ史絵、西川史子、中野信子、宇治原史規（先生軍団）

## 学力王No.1決定戦シリーズ
2015年2月2日放送分で初登場し、2025年現在のメイン企画。主に「学力王」「螺旋階段」と呼ばれている。
細かなルールなどは回によって異なる。以下は、2025年現在のルール。
螺旋階段状の解答席を用いた早押しクイズをメインに戦う個人戦。事前のくじ引きによってセットの螺旋階段の最上段の1位席から順番に立っていく。螺旋階段は10席あり、11位席以下は10位席の横に補助的につけられる。
モニターに映しだされた問題に対して、早押し形式で回答。正解時は2段階席を上がり、不正解時はその問題の解答権を失った上で2段階席を下がる。尚、3人が「落第」となる問題のみ3段階アップとなる。

### 主な問題
左から順に3つ全て答えよ
ある共通項のある漢字の読み、人物の名前、場所や国名などを3つ全て答える。
○○位にランクインした△△を答えよ
ランキング形式のテーマの場合に必ず出題。偉人の幼少期の写真、関連する人物や場所の写真、後述の記念館問題やインタビュー問題などで、ランキングされた偉人・場所を答える。
観察日記・成長アルバム・工場アルバム
「観察日記」は植物を種子や球根から、「成長アルバム」は動物を孵化・生後直後から成長した様子を、「工場アルバム」は名産品などの製造工程の写真を何枚か見せ、その植物・動物・完成品を答える。
手紙問題
偉人が書いた、あるいは偉人宛に送られた実際の手紙の文章が読み上げられるので、その偉人を答える。
記念館問題
偉人に関する記念館の内部映像が流され、その偉人を答える。前述のランクインした偉人を答える問題での頻出問題。
インタビュー問題
偉人のゆかりの地・世界遺産・観光地などで、地元住民や、その場所（および、最寄りの空港・鉄道駅・バスターミナル）を訪れた外国人のインタビュー映像を見て、その偉人・場所を答える。
ズームアウト問題
著名な建物を背景に写っている、矢印で示された偉人を答える。映像がズームアウトして、徐々に顔が見えるようになる。
逆書き漢字・逆書き熟語・漢字クラフト
「逆書き漢字」は漢字の画数だけ示され、書き順の逆から1画ずつ増やしていき、その漢字を答える。「逆書き熟語」はランキング形式問題での関連問題として、偉人ないし作品に関連した熟語を2文字同時に逆から少しずつ書いていき、その熟語を答える。「漢字クラフト」はMinecraftを使い、ある漢字をブロックで作り上げている様子を見て何の漢字かを答える。
徹子の部屋問題
『徹子の部屋』には、これまでに政治家・文化人・芸能やスポーツなどの著名人が多く出演しており、こうした偉人が出演した際の貴重映像が、顔を隠した状態で流されるので、その偉人を答える。
SNSを活用した出題形式
偉人スタグラム
もしも偉人がInstagramをはじめたらという設定で、Instagramの画面が何枚が出てくるので、写真・コメント・投稿された時期（「○○年前」と表記）を参考に、その偉人を答える。
偉人LINEグループ
もしも偉人達がLINEをはじめて、複数の偉人がLINEグループを作ったらという設定で、グループ内でのある別の偉人に対するグループトークが展開されるので、その偉人を答える。
ジャンプアップ問題
2017年11月6日放送分から実施。最初に段数が設定され、時間が経つごとに段数が下がっていく。正解すればその地点での段数分だけ席を上がり、逆に誤答した場合はその地点での段数分席を下がる。
あるなしクイズ
○○にあって△△にないという形式である側の単語の共通点を解答する。単語は時間が進むにつれて増え、最終的には4つずつまで増える。
随時早押しではない全員参加の問題も行われる。
ドボン問題
選択肢のうち、問題に当てはまらない1個の選択肢を選ばないように、三村が抽選で選んだ順位の席に立っている人から1人ずつ答える。不正解の選択肢（ドボン）を答えてしまった人はその時点での最下位にまで下がる。不正解の選択肢を誰も選ばなかった場合は、席の移動はなく終了となる。
2択問題
抽選で選んだ解答者から順に2択問題が出題。不正解だった場合2段階順位が下がる。
筆記問題
全員がフリップで絵を描いて解答。正解者は2段階アップする。ただし、上位の正解者を追い越すことはできない。
5問連続筆記クイズ
「地名」、「日本史上の偉人」などのテーマに沿った漢字の書き取り問題に全員一斉に解答。正解者は生存し、不正解者は脱落。5問消化時点の脱落者は2段階順位が下がる。
プレッシャーチャレンジ
まずくじで挑戦者が3–5名指名される。指名された順に1人ずつ多答問題に挑戦。制限時間内に正解すれば2段上昇し、不正解の場合は特に何も起こらない。
既定の問題数を終えた時点で下位一定人数が「落第」として失格。立っている階段がスタッフによって切り離され、スタッフが階段を押してスタジオから退場させられる。また、最下位の状態で2度誤答すると「お手付きルール」によりその時点で「落第」となる（自身の正解、他の解答者の不正解による席の入れ替えによって最下位から脱出した場合解除される）。なお下位の一定人数による「落第」と「お手付きルール」による「落第」は別の扱いのため、「落第」する人数の変更はされない。そのため「お手付きルール」による「落第」が発生した場合、既定の問題数による「落第」のボーダーラインが上がる。
最終ラウンドでは早押しを行い、残り3問からは「口頭リレー回答」となる。出題後、1位の解答者が解答し、正解であれば問題終了。不正解の場合は2位の人に解答権、それでも不正解の場合は3位というように順に下位に解答権が回って行く。1周しても正解が出なかった場合はヒントを追加。それでも正解者が出なかった場合は打ち切りとなる。正解者は2段階アップ。このため残り2問の段階で6位以下、最終問題を前に4位以下だった解答者はこの時点で敗退となる（ここでは「落第」ではなく「終了」扱い）。上位3人の中で最終問題を正解した者が優勝。 最終問題に限り、答えが出ずに問題が終了した場合は、延長戦として誰かが正解するまで新しい問題が出題され続ける。

### 学力王ペナントレース
2016年7月4日放送で、新たな指標として新設された。その年度の4月放送分から翌年3月放送分までの1年間で行われる「学力王」での正解数・順位などを総合的にポイント化し、そのポイントを競う。正解率のポイント計算方法は何割何分何厘という正解率（明言はされていないがおそらく『正解数÷問題数』）がそのまま3桁のポイントに変換される。さらに順位ポイント（優勝：50点、2位：30点、3位：20点、4位以下は0点）を加算。
2016年度は、ペナントレース制度が発表された段階ではポイントでカズレーザーが宇治原を上回っていた。これを受けて宇治原は、以前からのカズレーザーの台頭もあり、「（ペナントレースで）カズレーザーに負けたら『Qさま!!』を引退する」と宣言。最終的には当該期間に優勝2回の宇治原に対し、カズレーザーは優勝無しに終わったこともあってか、50ポイント近くの大差をつけて宇治原が残留を決めた。なお、ペナントレース自体の優勝は、当該期間に優勝3回などの実績を残した天明麻衣子となり、時価300万円相当の純金の螺旋階段がプレゼントされた。
2017年度はカズレーザーが優勝。「綿棒が欲しい」と言っていた本人のために優勝賞品として「純金の綿棒」が贈られた。

### 新型コロナ禍での対応
新型コロナウイルス流行時は密集及び移動を防ぐため「バーチャル螺旋階段」として実施。参加者がグリーンバックのスタジオに解答席を設置した状態で解答を行い、螺旋階段のセットに合成される形でクイズに解答。落第時にはCGによって画面から消される形となる。2023年5月1日放送分から再び実物の螺旋階段での収録が再開された。

## プレッシャーマスドリル
2019年6月3日放送分より登場。6人1組のチームで戦う団体戦。チームごとに複数のステージに挑み、クリアで獲得できる得点を競う。その総得点が高いチーム、もしくは決勝ステージの勝者が勝利となる。回によっては勝利チームは賞品や賞金をかけたボーナスステージに挑むこともある。2019年9月23日放送分では、従来の得点制ではなく、コイン制で行われた。各クイズをクリアすると1 - 3枚のコインを獲得でき、コインの枚数が決勝ステージに影響する。

### 主なステージ

#### 通常ステージ
プレッシャーマスドリル→助けマス
世界遺産や季節の名所、郷土料理、生物の名称等（初期はこの他にも漢字の読み、言葉の並べ替え、計算・数列の穴埋め問題）のクイズが7問出題される。1チームずつ1番から順に1人1問ずつ（最後の解答者のみ2問）筆記で答える。何回間違えてもペナルティは無いが、正解するまで次の解答者に順番は回らない。なお、1 - 6問目は文字数や算数の桁数を含め公開されているが、7問目は6問目を正解して初めて明らかになる。適宜視聴者ヒントも公開される。後半の問題になる程難易度も上がっていく。
分からない時は、「助けマス」を1問につき3回まで行使できる。専用のボタンが押されるか解答者が「もらいマス」と宣言したら、チームメイトが自分が分かる1文字を書き、何文字目かと共にヒントを提供する。そのヒントが正しければモニタに反映されるが、間違っていると助けマスは無効になる。答えが3文字以下なら助けマスだけで答えを出すことも可能。仮に助けマスを申請した直後に答えがわかってもキャンセルは出来ない。制限時間は210 - 270秒。
元々は2019年4月の学力王にて、脱落した12人を対象とする敗者復活戦で行われた。この際はシークレット問題なし、不正解は即終了で前問までのポイントを獲得、助けマスをもらう時は「1マスください！」と叫ぶというルールで、最終的なポイントの多いチーム6人が復活し、次のラウンドに進めた。
回によっては決勝ステージ直前にも行われる場合もある。この場合はまずジャンルがチーム数分提示され、リードしているチームのリーダーがジャンルを1つ選び、相手チームはもう一方のジャンルに挑戦する。
1問ごとにポイントが定められており、制限時間が終わるまでに到達出来た問題に応じたポイントを獲得出来る。ポイントは1問目が5点、2問目が10点、3問目が15点、4問目が20点、5問目が40点（初回のみ上級問題は30点）、6問目が60点（初回のみ上級問題は50点）、7問目が100点（初回のみ上級問題は120点）。また、3チーム対抗戦の場合は決勝前最後の問題の場合は全ての問題の得点が2倍。
コイン制ルールでは、7問全て正解できた場合のみコインを2枚獲得できる。
仕分けマス
初登場は2019年10月21日。
項目を2つのどちらに該当するか（例「ここ15年で増加したか、減少したかを仕分けよ」等）を答える2択問題や条件にあてはまらない事柄を避けるドボン問題が出題される。
- 初回は、解答者は1人ずつ順番に8項目のいずれかを選び、2択のどちらであるかを口頭で答えるルール。なお、必ず半々に分かれるようになっている。全項目を正しく仕分けられたらクリア。2回間違えると終了。クリアした場合に限り得点を獲得できる。
- 2019年11月18日放送分では、1人1項目ずつ（リーダーのみ2つ）、1番から順番に口頭で答えるルール。1人正解につき20ポイント、全項目を正しく仕分けられたらさらに100ポイントを獲得できる。何回間違えてもペナルティはない。
- 2019年12月9日以降は、7項目のうち6項目は正解だが、1項目だけ不正解が含まれているドボン問題が1問のみ出題され、1人1項目ずつ口頭で答える。6人連続正解で100点獲得。不正解を選んでしまうとそれまでの正解数に関わらず0点。このルールは後に「ドボンマス」に改題された。

ケシマスシリーズ
文字を使ったパズルゲーム。登場当初は「ケシマス」がテトリスのロゴを模した「KESHiMAS」となっていたが、2020年4月20日放送分から変更された。また、同年9月14日には漢字ケシマスの公式アプリがリリースされた。
1マス消すごとに10ポイント、全部のマスを消すと更に100ポイントを獲得できる（2019年8月19日放送分に限り漢字ケシマス通常問題の全消し時のボーナスが50点、漢字ケシマス上級問題の1マス消した時の得点が20点だった）。コイン制ルールでは、全消しできた場合のみコインを獲得できる。消せるマスが無くなった（番組内では詰みと表現される）時点でゲームオーバーとなる。
漢字ケシマス
縦6段、横4列(2019年8月19日放送分の上級問題では縦5段、横4列)のマスに漢字が書かれたブロックが1文字ずつ並んでいる。解答者は1人ずつ順番に、3文字(2020年2月17日放送分のみ4文字)の読みが出来る単語を探して答える（1文字で3文字読みが出来る場合もある）。なお、読めるのは上から下、左から右のみで、斜め読みや逆読みは出来ない。最上段以外の漢字マスを消すと上のマスが落ちてくる仕組みになっている。ただ、解答者には下の4段しか見えていない為、消す順番を考えることも重要である。制限時間は200秒 - 250秒で回や難易度によって変わる。
2019年12月9日放送分ではテーマが国名を表す漢字と限定され、文字数が指定されなかった（国名を表す漢字を選択するとその国名の文字数分のマスが表示される）。また、縦8段、横4列の計32マスで行われた。
2021年4月以降は対戦型として縦7段、横5列の計35マス（4月26日放送分のみ縦7段、横4列の計28マス）で行われるようになった。
両チーム交互に1人ずつ答え、正解すれば消したマス×10ポイントを獲得できる。1人あたりの制限時間は20秒で、1マスで消すことは認められない。
2021年5月31日放送分より、?マスが3箇所に出現するようになった。?マスに隣接するマスを消すと?マスの漢字が明らかになり、連続解答できる。連続解答時は?マスの漢字を使用しなければならないが、時間切れで次の人に順番が回った時はどの漢字マスを使ってもよい。?マスを消せば20ポイント獲得できる。
2チーム対抗戦では全てのマスを消し終えた時点で得点が多かったチームは更に200ポイントを獲得できる。
3チーム対抗戦では「総当たり漢字ケシマス」として行われ、2チームずつ挑戦する。全てのマスを消し終えた時点で得点が多かったチームは更に50ポイントを獲得できる。同点の場合はボーナスは無し。
英語ケシマス
縦8段、横5列のマスにひらがなが書かれているブロックが1文字ずつ並んでいる。指定された文字から始まる訳が出来る単語（「す」なら、がっこう→スクール等）を探して答える。なお、漢字ケシマスとは違い、字数制限は無く単語を選ぶとその文字数分の解答欄がモニターに表示され、カタカナで解答する。解答者には下の5段が見えている。制限時間は180秒 - 270秒で回によって異なる。
2020年10月19日放送分では、頭文字ではなく生き物や野菜の名前等のテーマが指示され、テーマに合った訳ができる単語を探すルールだった。
漢字書きケシマス
初登場は2020年8月31日。
縦6段（初回のみ7段）、横5列のマスにひらがなが書かれているブロックが1文字ずつ並んでいる。まず部首が指示されるので、解答者は1人ずつ順番に、指示された部首の漢字の読みを探して漢字1文字を書き取る。また、放送上で違反者は出ていないが、1文字の読みや送り仮名が必要な読みで消すことはできない。解答者には下5段が見えている。制限時間は185–200秒で回によって異なる。
正式名称に戻しマス
初登場は2019年8月19日。
略された単語を漢字、カタカナ、イニシャルを、文字を選ぶ形で正式名称に直す（「入試」なら「入学試験」、「IT」なら「Information Technology」等）問題が出題される。
解答の際はファミリーコンピュータを模した専用のコントローラーを使用する。18文字の中から文字を選択し、最後に決定キーを押して解答する。
初回は各チームのリーダーのみが答えるルール。文字数は到達次第明らかになる。何回間違えてもペナルティは無い。どうしても分からなければ、1回のみチームメイトの助けを貰えた。
2019年9月23日以降は各チームのリーダーと選ばれた1人が挑戦するルール。2人で挑戦する際は正解または誤答をするともう一人に交代となる。2人で話し合うのは禁止。2人合わせて4回の不正解で終了となる。
制限時間は300秒。問題数は回によってまちまちだが、概ね7 - 10問。
2019年8月19日放送分は正解できた（敵にダメージを与えた）問題数×20ポイントを獲得。
2019年10月21日放送分以降は全問正解した場合に限り100ポイントを獲得。
コイン制ルールでは、8問全てに正解できた場合のみコインを1枚獲得できる。
隠しマス
初登場は2019年10月28日。
写真や画像の隠されている部分を当てる4択問題が出題される。科目は出題前に知らされる。
解答者全員が、制限時間内に4択ボタンを押して答える。正解なら次の問題に進め、不正解は脱落。
1セットにつき4 - 5問出題され、全問終了した時点で残っている解答者の多いチームが100ポイント獲得。
スQラッチけずりマス
2020年1月20日放送分でのみ登場。
3×3のスクラッチカードを使ったクイズを行う。
両チームのリーダーのじゃんけんで先後攻を決める。先攻から3枚のカードから1枚を選んで挑戦する。
カードのマスには黄色の星型、赤色の丸、黄色の三角形の3種類の図形のいずれか1つが描かれていて、1–9までの番号が振られており、その数字にまつわる問題が出題される。1人ずつ順番に番号を指定して口頭で答える。1マスにつき問題は2問用意されていて、1問目を正解するとマスの図形の上部、2問目を正解すると全体が明らかになる。なお、星形と三角形は上部からだけでは判別出来ないようになっている。何回間違えてもペナルティは無く、分からなければ番号を変更してもよい。正解したら次の人と交代する。制限時間は300秒。
制限時間が無くなるか、縦、横、斜めのいずれか一列に同じ図形が並んだ時点で終了し、その図形に応じた得点を獲得できる（星型なら300ポイント、丸なら200ポイント、三角形なら100ポイント）。なお、どのカードもいずれか1つの図形が揃うようになっている。
並べ替えマス
初登場は2020年4月20日。
複数の単語の読みを並べ替えて、人物名を作る問題が出題される。
各チーム1人ずつ選抜し、1vs1で戦う。制限時間60秒以内にボードに解答を書き、分かった人はボタンを押して待機する。20秒おきにチェックポイントがあり、片方でもボタンを押していたらカウントダウンが止まり、正誤判定する。ボタンを押した解答者（両方押していたら先に押していた人）は正解すればポイントを獲得できる（早く押すほど高得点）。
初回のみ、先にボタンを押した人は後ろを向いて待機し、チェックポイント毎に口頭で答えた。
ベスト5を狙いマス!
初登場は2020年8月31日。
人口や農作物の生産量などの統計データを基にした都道府県や国のランキングの上位5項目を当てる。各順位の項目値がヒントとして出されている。
各チーム1人を選抜し、制限時間内に筆記で答える。正解すれば得点を獲得でき（点数は回によって異なるが、5位に近いほど高得点）、6位以下は0ポイント。問題ごとに解答者を交代し、3問繰り返す。
AIが算出!アニマル体育祭No.1決定戦!
初登場は2020年8月31日。
2 - 4種類の動物が短距離走や水泳などのスポーツで競う仮定で、どの動物が制するかを答える。順位は「株式会社PRESENT SQUARE」のAIによる算出を基にしている。
各チーム全員で制限時間内に相談して考え、リーダーが札を上げて答える。正解なら50ポイントを獲得できる。
ペアで! プレッシャーSTUDY
2020年10月19日放送分のみ登場。
物の名称や英単語の訳等、正解が2通りある問題が10問出題される。
各チーム1・2番手、3・4番手、5・6番手で2人1組のペアを作り、1組ずつ順番に番号を指定して1問ずつ口頭で答える。1 - 6問目は初めから明らかになっているが、7 - 9問目は前半6問を正解してから、10問目はそれまでの全問を正解してから選択できるようになる。1組あたりの制限時間は20秒で、正解か時間切れで次の組に交代する。不正解は正解か時間切れまで解答し続ける。3組連続で時間切れになると即終了。全問正解した場合に限り100ポイントを獲得できる。また、10問目に限り、どのペアが答えてもよい。
「と」で答えマス
初登場は2020年11月9日。
人名や用語など、正解が2つある問題が出題される。
各チーム2人1組のペアを3組作る。ルーレットで問題が指定されるので、止まったマスに書かれている問題を「○○と△△」の形で、早押しで1人1つずつ答える。文字数は初めから明らかになっている。
初回では全6問出題され、正解すれば抜けられる。先に全組が抜けたチームが100点獲得できた。
翌回以降は、予選と決勝の2段階に分かれており、予選では全5問（3チーム対抗戦では6問）出題され、正解できた4組（3チーム対抗戦では5組）が決勝に進める。決勝では、全6問（3チーム対抗戦では8問）出題され、先に3問先取したチームが100点獲得。不正解のペアは次の問題の解答権を失う。
増え択マス
チーム戦での初登場は2020年7月13日。
1vs1で択一クイズに答える。科目名は出題前に知らされる。1問目は2択、2問目は3択、3問目は4択と、問題数を重ねる毎に最大7択まで選択肢が1つずつ増えていく。制限時間内に番号札を出して解答する。正解なら生き残り、不正解は脱落。
通常ステージでのルール
全員が答え終えた時点で残っている人が多いチーム（≒最も多く正解したチーム）が100ポイントを獲得できる。残り人数が同じなら6番手による延長戦になり、一方が正解するまで繰り返す。
2020年10月19日放送分では、選択肢が全て数字となる「数字増え択マス」として、同じルールで行われた。
決勝ステージでのルール
各チーム3人ずつを選抜して対決する。なお、前ラウンドまでに獲得したポイントが多かったチームは、1人脱落しても控えのメンバーから1人補充できる。
解答者を代えつつ繰り返し、相手チームが全滅するまで正解を選び続ければ優勝。
ウソつき3択
初登場は2020年8月10日。
生き物の生態や特徴のある名所、自然現象等に関する3つの選択肢が提示され、1つだけ含まれている実際には存在しないものがどれかを答える。
各チーム全員で制限時間内に相談して考え、リーダーがA - Cの札を上げて答える。正解なら50ポイント（3チーム対抗戦の場合は100ポイント）を獲得できる。
1vs1選抜早押しクイズ
各チーム1人ずつ選抜して早押しクイズに解答する。回によって様々な内容が出題される。正解すればポイントを獲得でき、不正解は相手に解答権が移る。1問ごとに解答者を交代して6問繰り返す。
めくれマス
初登場は2020年12月7日。
縦5段、横6列の30マスに分割された名所や建造物・人物などの写真を見せられ、何を表しているかを解答する。
最初は全て隠されているが、時間が進むにつれて1箇所ずつ明らかになっていくので、正解すればまだ隠されているマス数をそのままポイントとして獲得できる。
ドローン漢字
初登場は2021年8月16日。
光るドローンが複数台組み合わさって作られる漢字を解答する。ドローンは40秒程かけて漢字を作り、作っている間はあらゆる角度から表示される。
本当に日本? 奇跡の絶景 都道府県名あてマス
初登場は2021年10月25日。
ある絶景の写真を見て、どの都道府県かを解答する。写真は1枚ずつ全6枚提示され、4枚目から早押しが可能となる。不正解はチーム全体で3回まで（3回間違えた場合の処遇は不明）。
昔の景色を旅しよう! 映像タイムトラベル
初登場は2022年6月13日。
昭和時代に撮影された映像をカラー化したものを見て、どこの都道府県かを1人1問ずつ解答する。映像が撮影された年もヒントとして与えられる。お手つきは1人につき2回まで。
相手の点をゼロにせよ プレッシャーSTUDY
通常ステージでの初登場は2021年1月18日。
基本ルール・出題内容は後述の決勝ステージで行われる「#激ムズ!プレッシャーSTUDY」と同じだが、全3回戦行われる。
まず科目が4 - 5つ用意される。1科目あたりの問題数は12問。ただし、「激ムズ問題」は「難問ゾーン」と名称が変更され、12番も難問ゾーン扱い。前半8問を正解すると、後半の「難問ゾーン」4問が選択可能になる。
2チーム対抗戦で行われる場合は「プレッシャーSTUDY 3番勝負」として行われ、1回戦はその時点でリードしているチーム、2回戦はリードされているチーム、3回戦はリーダー同士のじゃんけんの勝者が科目を1つ選ぶ。登場当初は先攻は科目を選んだチームで固定だったが、2021年3月8日放送分より、科目を選んだチームが先後攻を選ぶ（「難問ゾーン」・「激ムズ問題」はその前に誰が答えても後攻のチームから解答）。
3チーム対抗戦で行われる場合は、「総当たり プレッシャーSTUDY」として行われ、2チームずつ挑戦する。科目と先後攻はリーダー同士のじゃんけんの勝者が選ぶ。
先攻から1人1問ずつ選択して筆記で答える。両チームに500点の持ち点が与えられ、正解すれば問題に応じた持ち点を相手の持ち点から減らせる。後半の問題ほど減らせる得点は増えていく。先に相手の持ち点を0にしたチームが100ポイントを獲得できる。
偉人が自ら出題! 私について答えなさい
初登場は2021年4月26日。
日本史上の偉人から自身に関するクイズが出題される。
初回では各チーム1人ずつ選抜し、1vs1で早押しで答える。一定時間経過するとヒントも3つまで与えられる。解答権は1人につき2回までで、正解すれば50ポイント獲得できる。
2021年5月17日放送分以降は、1チームずつ挑戦する。1人1問ずつ（最後の解答者のみ2問）出題され、制限時間10秒以内に口頭で答える。間違えたり、時間切れになったりすると偉人に「無礼者!」と怒られてしまう。なお、6問目までをノーミスの状態で7問目を間違えた場合、1文字分のヒントを受け取った上で再挑戦する。全体で2回間違えると即終了。7問目を正解すればクリアとなり、100ポイント獲得できる。
ペアをつくりマス
初登場は2021年10月25日。
まず野菜や果物、食べ物、名所等のイラスト描かれたカードが18 - 20枚提示される。「生産量・収穫量・人数が日本一の都道府県」、「同じ都道府県・国にある名所」等のテーマが与えられ、同じもの同士でペアを作る。
1人ずつ口頭でカードを2枚選ぶ。選んだカードでペアを作れた場合は連続解答できるが、不正解は相手チームに解答権が移る。なお、不正解でも作るテーマは明らかになる。当初はカードを1枚ずつ選んで裏返していたが、2022年4月25日放送分からは2枚まとめて選んで同時に裏返す方式で行っている。
初回では各チーム、解答順の前後半3人ずつ選抜し、2試合行った。
翌回は各チーム、1・2番手、3・4番手、5・6番手2人ずつ選抜し、3試合行った。なお、他のどのカードともペアを作れないジョーカーが1・2回戦には1枚、3回戦には2枚含まれるようになる。
2022年1月31日放送分以降は各チーム3人ずつ選抜して2試合行い、解答したら正誤にかかわらず相手チームに解答権が移る。なお、ジョーカーは2試合とも2枚ずつ含まれる。
1ペア作る毎に10ポイント、作ったペアが多いチームはボーナスとして更に50ポイント獲得できる。
漢字クラフト
チーム戦での初登場は2022年3月14日。
マインクラフトをモチーフにブロックを使って漢字が作られるVTRを見て、何の漢字が作られるかを解答する。
2チーム対抗戦で行われる場合は各チーム3人ずつ選抜する。分かったら筆記で解答し、先に3人全員が正解したチームは50点獲得できる。1問あたりの制限時間は80秒で、何回間違えてもペナルティは無い。全5問行い、1・2問目は奇数番目、3・4問目は偶数番目の解答者、5問目はリーダーが選抜した3名で行う。
3チーム対抗戦で行われる場合は各チーム2人ずつ選抜する。分かったら早押しで解答し、正解すれば50点獲得できる。不正解はその問題の解答権を失う。全6問行い、1・2問目は1・2番目、3・4問目は3・4番目、5・6問目は5・6番目の解答者で行う。
難関小学校の入試問題に挑戦! プレッシャー筆記テスト
初登場は2022年3月21日。
難関小学校の入試の過去問から筆記クイズが出題される。
両チーム同時に1番手から順番に1人1問ずつ（最後の解答者のみ2問）解答していく。正解すると1・2問目は10ポイント、3・4問目は20ポイント、5・6問目は30ポイント、7問目は50ポイントを獲得できる。
3vs3選抜早押しクイズ
各チーム3人ずつ選抜して早押しクイズに解答する。
- 登場当初は、1セットにつき4問出題され、正解すれば問題番号×10ポイントを獲得でき、以降の問題には参加しないルール。不正解はチーム全員が1回休み。なお、3問目までを同じチームが正解した場合、4問目は1人復活して1vs3で行う。
- 2022年11月7日放送分は、1セットにつき3 - 5問出題され、正解すればポイント（点数は50ポイント均一の場合や前半30ポイント、後半50ポイントの場合があるなど、回によってまちまちとなっている）。を獲得でき、以降の問題には参加しないルール。不正解はその人のみ解答権を失う。セットごとに解答者を交代して2セット繰り返す。

偉人がロケで出題!クイズ『○○』
初登場は2022年5月23日。
CGキャラクターとなった日本史上の偉人が自身のゆかりの地に関するクイズを出題する。
3vs3選抜筆記クイズ
各チーム3人ずつ選抜する。全7問出題され、1 - 3問目は奇数番目、4 - 6問目は偶数番目の解答者、7問目はリーダーが選抜した3人で行う。
ある映像を基にした筆記クイズが出題され、先に全員が正解したチームが50ポイントを獲得できる。何回間違えてもペナルティは無い。
意外と書けない!? 連続解答漢字クイズ
初登場は2023年6月5日。
「世界遺産」、「植物」などのテーマに沿った熟語や名詞が1文字分欠けた状態で提示される。
制限時間内に両チーム一斉に筆記で欠けている漢字を筆記で解答する。正解なら次の問題に進めるが、不正解は即脱落。
1セットにつき4 - 6問出題され、全問消化した時点で生存者の多いチームが100ポイント獲得。ドローの場合は両チームが50点獲得。

#### 決勝ステージ
3チームでの戦いの場合は、前ステージまでの得点が多い2チームが挑戦する。
30マスを読み上げマス
初登場は2019年8月19日。
1vs1で30文字（句読点等も含む）の早押し問題に答える。なお、科目名は出題前に知らされる。
持ち点はポイント制ルールの場合、その前のステージまでに獲得した合計得点、コイン制ルールの場合、獲得コイン枚数×100点。
正解すれば、まだ読み上げられていない文字数×10点を相手の持ち点から減らせる（例えば、24文字目で正解すれば残りの文字数6×10=60点を減らせる）。不正解は相手に解答権が移る。
2020年1月20日放送分以降は、2周目以降は正解すると通常の2倍の点数を相手の持ち点から減らせるルールも追加された。また、同年2月3日放送分以降は、2周目以降は解答順をチームのリーダーが自由に決められるルールも追加された。
これを解答者を代えつつ繰り返し、相手の持ち点を0にしたチームが勝利。
激ムズ!プレッシャーSTUDY
初登場は2020年8月17日。
漢字の読みや偉人の名前等、ある科目に沿った10 - 12問の問題に答える。科目名は出題前に知らされる。
全員参加（初回のみ各チーム2人を選抜）で前ステージまでの得点が多かったチームを先攻に、1人1問ずつ選択し、筆記で答える。当初は番号順に解答していたが、2022年3月21日放送分からは解答順をチーム内で相談して決めている。1 - 8番（初回は6番まで）は初めから文字数を含めて明らかになっているが、9 - 12番（初回は7–10番）は初めは隠されており、9–11番の激ムズ問題は前半の問題を全て正解してから、12番の鬼ムズ問題はそれまでの全問を正解してから選択できるようになる。ただし2020年12月14日放送分までは、前半8問を正解してから後半の激ムズ問題4問を選択できた。1人あたりの制限時間は前半は20秒、激ムズ・鬼ムズ問題は10秒（初回は一律20秒）。制限時間内なら何回間違えてもペナルティは無いが、2021年7月12日放送分からは正解を出せずに制限時間を迎えると次巡以降は答えられなくなる。分からなければ番号を変更してもよい。
初期はFine Playの演出が存在しなかったが、後に7 - 8番はNice Play、9 - 11番はFine Play、12番は超Fine Playとなり復活した。
演出は初期のプレッシャーSTUDYと新プレッシャーSTUDYのものが混在している。例えば、通常ゾーンのBGMは新プレッシャーSTUDYのものだが、タイマーの形状は初期のプレッシャーSTUDYのものである。
登場当初のルール
正解すれば1 - 4番は10点、5 - 8番は20点、9,10番は30点、11,12番は50点を獲得できる（初回は1 - 6番は10点均一で、7番は20点、8番は30点、9番は40点、10番は50点）。1問正解するか時間切れで相手チームに交代する。全問消化した時点で最終的な得点が多いチームが優勝。全問消化して同点の場合はもう1問行う。
2020年10月19日放送分以降のルール
「30マスを読み上げマス」と同じく、前ステージまでで獲得したポイントを持ち点にして、正解すると問題に応じた点数を相手の持ち点から減らしていき、先に相手の持ち点を0にしたチームが勝利。減らせるポイントは回や前ステージまでの獲得得点によって左右されるが、基本的に後半の問題ほど多くなっていく。一方のチームが全滅した場合、残っているもう一方のチームのみで続行し、全滅したチームの持ち点が残っているチームの持ち点を下回った時点で終了となる。
回によっては3 - 4回戦行われ、最終試合以外は通常ステージの「相手の点をゼロにせよ プレッシャーSTUDY」のルールで行われ、最終試合が決勝ステージのルールで行われる場合もある。
選抜早押しクイズ（決勝ステージ版）
初登場は2022年10月24日。
各チーム1 - 2人ずつを選抜してあるテーマに沿った早押しクイズに挑戦する。通常版とは異なり、対戦カードはリーダーの指名により決定される。2人制の場合はリーダーとリーダーが指名した1人で挑戦し、リーダーの相方が正解すれば控えの解答者と交代する。
指示された問題数を先取したチームが優勝。なお、前ステージまででリードしていたチームは1問先取した状態で開始できる。不正解の場合はその問題のみチーム全体が解答権を失う。

#### ボーナスステージ
全てのラウンドを終えた時点で得点の多かったチームか、決勝ステージを制したチームが現金などをかけて挑戦する。
登場当初の内容
縦4段、横4列の漢字KESHiMASに挑戦する。全てのマスを制限時間100秒以内に消せば賞金を獲得できる。
2019年6月24日放送分では学力王No.1決定戦のボーナスステージとして行われた。1位から3位の解答者に挑戦権が与えられるが、1人ずつチャレンジする。1位の解答者から行い、チャレンジに失敗すると2位の解答者に、2位の解答者が失敗すると3位の解答者に挑戦権が与えられる。そのためマスドリル時のルールとは異なり、全て1人で解答しなければならない。
2019年8月19日放送分はクリアで300万円獲得だった。
2021年5月31日以降の内容
ある統計データを基にした2択問題が出題される。それぞれの項目値も明らかにされるが、どちらかどちらであるかは伏せられている。
1人1問ずつ、提示された2つの選択肢のうち、数値が大きい、割合が高いと思うものを口頭で答える。6人連続で正解すれば賞金を獲得できるが、1人でも間違えると失敗。

## 特別編

### プレッシャーSTUDY関連
女の戦いSP（2007年10月1日放送分)
まず、予選全3ラウンドを実施し、各ラウンドの成績に応じて、今回の賞品を決定する。
第1ラウンド・通常問題（全8問）
0-4問→無し、5問クリア→最高級マスカット、6問クリア→マスカット+最高級マグロ、7問クリア→マスカット+マグロ+最高級マンゴー、8問クリア→マスカット+マグロ+マンゴー+最高級国産牛
第2ラウンド・リレー問題（プレッシャーリレー）（全2問）
2問ともクリアで、10万円分の家電商品券
第3ラウンド・中級問題（全4問）
0-1問→無し、2問クリア→湯布院ペア旅行券、3問クリア→北海道ペア旅行券、4問クリア→ハワイペア旅行券
決勝ボーナスステージ（全3問）
ただし、上級問題として、非常に難易度の高い問題が出題される。1問でもクリアできれば、予選3ラウンドで決まった賞品を全て獲得。
プレッシャー5vs5（2008年6月9日放送分）
アナウンサー軍団、インテリ美女軍団、文化人軍団、Qさま!!最強軍団の4チーム（1チーム5人）で、プレッシャー5vs5（前述）のトーナメント戦。
1回戦のテーマは「スピード漢字」、決勝戦は教科不問で出題される。
決勝戦で勝利したチームは、賞金100万円を賭けた「ボーナス獲得ステージ」に挑戦。スピード漢字問題が1問出題され、先鋒から順番に1人30秒ずつ解答する。合計2分半の制限時間内に15個の正解を書けば、賞金100万円獲得。
プレッシャースピード漢字バトルNo.1決定戦（2008年9月1日放送分）
プレッシャー5vs5の特別編として、スピード漢字の個人戦トーナメントを実施。
まずは、インテリ芸能人8人によるトーナメントを行い、そこで優勝した1名が、”スピード漢字の鉄人”やくみつるとの王者決定戦に挑む。王者決定戦で勝利すれば、No.1の称号と副賞の賞金30万円を獲得。
トーナメント1回戦のみ1問勝負で、準決勝以降は3問勝負（2問先取で勝利）。
スピード漢字バトル（2008年11月24日放送分）
インテリ男子軍とインテリ女子軍の10対10の対戦。漢字をテーマにした2つのラウンドで戦う。
第1ラウンド・スピード漢字バトル
基本的には、「プレッシャー5vs5」と同じ。ただし従来の勝ち抜き戦ではなく、先鋒同士、次鋒同士、・・・が対戦していき、大将戦まで全5試合を行う。また、中堅戦までの3試合は1問先取、副将戦・大将戦は2問先取で勝利となる。
このラウンドでの勝利数が、第2ラウンドに大きく影響する。
第2ラウンド・3ヒント漢字バトル
両チーム、第1ラウンドに参加しなかった5人が出場。更に、第1ラウンドの勝利数と同じ人数だけ、第1ラウンドに参加したメンバーをスーパーサブ（補充メンバー）として加えることができる。
正解した人は解答席に残り、不正解・時間切れの者は席から外れる。この時、スーパーサブが残っていれば、空いた席に彼らを補充することができる。
先に全員脱落した方の負け。勝利チームは、学資金30万円とボーナスステージ挑戦権を獲得。
ボーナスステージ
勝利チームの代表者5人が1人ずつ、やくみつるとスピード漢字で対戦。1人でもやくに勝利できれば、豪華ハワイ旅行獲得。
大みそかだよ プレッシャーSTUDYSP（2008年12月31日放送分）
最強アナウンサー軍団、最強インテリ芸人軍団、最強インテリ美女軍団、最強先生軍団の4軍団（1チーム10名）による対抗戦。また、生放送でスピード漢字バトルも行われた。
第1ラウンド・プレッシャーSTUDY
1チームずつ、通常のプレッシャーSTUDYの問題に挑戦。
挑戦順は、予めキャプテンによるジャンケンで決められた（美女→先生→芸人→アナの順番）。
1問クリアにつき10点獲得。引き続き問題に挑む。
失敗するか5問連続でクリアした時点で、次のチームに挑戦権が移動。5問連続でクリアすると、賞金100万円を獲得。
4軍団合わせて35問を消化したら、ラウンド終了。得点上位2チームが決勝進出。
決勝戦・3ヒント漢字バトル
第1ラウンドを勝ち抜いた2軍団で、10対10の直接対決。
先に全員脱落した方の負け。勝利チームは、賞金100万円とボーナスチャレンジ挑戦権を獲得。
ボーナスチャレンジ
慣用句○×テストの一発勝負。クリアすれば、豪華ハワイペア旅行を全員獲得。
スピード漢字バトル
事前収録の本編とは別に、生放送で実施。ゲストが、宇治原史規・有賀さつきのどちらかとスピード漢字の一本勝負で対決。宇治原・有賀に勝利すれば、お年玉10万円を獲得。
第1戦は、ドラマ「相棒」の出演者代表として、六角精児が有賀と対戦。NHK付近からの中継で、『紅白歌合戦』に出演中で同ドラマの主役である水谷豊も応援に駆け付けた。中継先からは三村マサカズが、中継レポーター役を務めた。
第2戦は、東国原英夫宮崎県知事（当時）が宇治原と対戦。
テレビ朝日開局50周年記念番組 Qさま!!超プレッシャーSTUDY（2009年2月2日放送分)
テレビ朝日の開局50周年を記念する『50時間テレビ』の一環として、プレッシャーSTUDYの3時間特番を放送。企画3本立てで行われた。
プレッシャーSTUDY テレビ朝日開局50周年を彩る超豪華芸能人SP
現在放送中の番組を含む、テレビ朝日歴代の人気番組の出演者から9人＋1組が出場。
関根勤、見栄晴（共に、『欽ちゃんのどこまでやるの!?』）、赤江珠緒（『スーパーモーニング』）、水野真紀（『土曜ワイド劇場』）、ロンドンブーツ1号2号（『ロンドンハーツ』）、柳生博（『100万円クイズハンター』）、有田哲平（『シルシルミシル』）、生島ヒロシ（『クイズタイムショック』）、伊集院光（「Qさま!!特別枠」）、渡辺宜嗣（テレビ朝日アナウンサー。『朝まで生テレビ!』）。ロンドンブーツ1号2号は、史上初めて2人で1席着くことになり、1問毎に交互に解答役を入れ替わっていた。
ルールは、レギュラーの「プレッシャーSTUDY 2009」と同じ。
プレッシャーSTUDY 史上最強インテリ軍団 超難問SP
後述。
スピード漢字バトル Qさま!!漢字王が50人抜きに挑戦SP
後述。
史上最強インテリ軍団 超難問SP（2009年2月2日、3月23日、8月31日、10月19日、2010年9月13日、2013年3月11日放送分）
特番の1企画として行われ、過去にアンカーを経験したり、優秀な成績を修めている出演者の中から選りすぐられた10人で、レギュラー版よりも難易度の高い『プレッシャーSTUDY』に挑む。
この企画では、Qさま!!メンバー8人や挑戦するメンバーに関わりのあるゲストが見届け人として観覧している。
基本的な流れは、『プレッシャーSTUDY』と同じだが、第1ラウンド→上級問題、第2ラウンド→プレッシャーリレーorプレッシャー説明力（難問編）、第3ラウンド→超上級問題、ボーナス獲得ステージ→教科書○×テスト（難問編）と、各ラウンドの難易度が1段階ずつ上がっている。
また、このSPでしか出題されない問題形式も存在する。前述の「境界線ドボン問題」や、数列問題（ある規則に沿って並んでいる整数5個の数列の内、空いている1個に当てはまる整数を答える。誤答2回で即失敗）など。
スピード漢字バトル Qさま!!漢字王が50人抜きに挑戦SP（2009年2月2日、5月18日・25日放送分）
スピード漢字バトルで無類の強さを誇るやくみつるが、様々な軍団（チーム）とスピード漢字バトルの一本勝負で戦い、トータルで50人に勝利する、いわゆる50人抜き達成を目指す。
対戦形式は、従来通りの1対1対戦「1vs1」に加え、やく1人に対して、軍団側は一度に5人・10人が挑む「1vs5」「1vs10」の3通り。「1vs5」[1vs10」では、制限時間が終わるまでやくはノンストップで書き続けるのに対し（解答モニターも2枚用意され、1枚目が一杯になると2枚目を使う）、軍団側は1人ずつリレーで解答していく。ただし、軍団同士で同じ答えが書かれた場合はノーカウント。
やくは、50人抜きを達成できれば賞品（2月放送分は世界一周旅行、5月放送分は賞金100万円）を獲得。逆に、やくを破った挑戦者には、10万円の学資金が贈られる。
2月2日放送分では、前述の「超プレッシャーSTUDY」の一企画として放送。当時、15戦無敗を誇っていたやくが、各10人の5軍団（最強アナウンサー軍団、インテリ芸能人軍団、インテリ芸人軍団、東国原インテリ軍団（東国原英夫宮崎県知事をリーダーとするインテリ芸能人軍団）、ウルトラインテリ軍団）と対戦。
対戦形式は、一軍団ごとに三村の抽選で決定。制限時間は、「1vs1」は30秒、「1vs5」は75秒（軍団は15秒×5人）、「1vs10」は100秒（軍団は10秒×10人）。
38人目（東国原インテリ軍団8番手）で、事前オーディションから勝ち上がった新人芸人シンデレラ畠山に1vs1で敗れ、50人抜き達成ならず。
5月18日・25日放送分では『Qさま!』のゴールデン進出100回記念企画として放送。2月放送分のリベンジマッチとして、やくが7軍団計50人に勝利することを目指す。
対戦形式は予め決まっており、全5ラウンドを戦う。
- 第1ラウンド→文化人軍団を相手に、「1vs1」を5試合。制限時間は、1試合30秒。
- 第2ラウンド→女子アナ軍団と男子アナ・キャスター軍団を相手に、「1vs5」を2試合。制限時間は、1試合90秒（軍団は、15秒×4人＋アンカー30秒）。2試合の合計正解数で、勝敗を決する。
- 第3ラウンド→スポーツ軍団と芸人軍団を相手に、「1vs10」を2試合。制限時間は、1試合90秒（軍団は、10秒×9人＋アンカー30秒）。2試合の合計正解数で、勝敗を決する。
- 第4ラウンド→最強インテリ軍団を相手に、「1vs1」を10試合。制限時間は、1試合30秒。

今回は、漢字や熟語のテーマの他に、歴代総理大臣の苗字や日本国内の平野名など、社会の要素を含んだテーマも出題される。
相棒vsプレッシャーSTUDY（2009年10月12日放送分）。
ドラマ『相棒』シーズン8の出演者7人（及川光博、山西惇、六角精児、山中崇史、神保悟志、大谷亮介、川原和久）が解答者として挑戦。  水谷豊は監督として、残り3人の解答者をひな壇に控える助っ人軍団（Qさま!!メンバー8人、宮崎美子、伊集院光、宇治原史規）から選んで補強する役割を担う。また、通常の「席替えタイム」の代わり（または各ラウンドの開始時）に「メンバーチェンジ」がある。ここでは、次の問題の教科を知った上で、監督が任意で助っ人を交代させることができる。
インテリコンビSP
2009年11月2日放送。基本的なルールはプレッシャーSTUDY2009と同じだが、芸人・アナウンサーのコンビ10組が挑戦。コンビ間の相談は原則認められ（後述の「相談禁止問題」は例外）、どちらが解答を記述しても良い。ただし、通常よりも難易度が高い問題が出題される。  第1ラウンドでは、2問だけ相談禁止問題（コンビ間の相談は禁止）があった。
- 社会（ノーベル平和賞受賞者に関する問題）：各コンビ、リーダーが写真の人物の名前を、リーダーではない方はその人物の出身国名を答える。
- 国語2択問題（漢字の読み問題）：解答者は問題番号の選択ができず、強制的に1番から順に20番まで、最大20問が出題される。問題はコンビの片方が解答する。1周10問（10番の問題）を正解できれば2周目に突入、今度1周目で答えなかった側が答える。2周目の途中で失敗しても1周目の10問は正解しているので1問クリア扱い、2周20問を時間内に全て正解できれば2問クリア扱いとなる。

Qさま!!軍団vs○○軍団SP（2010年2月15日、2011年1月17日、6月20日放送分）
Qさま!!軍団とテレビ朝日系列の他番組の出演者で構成された軍団との、番組対抗戦。
通常の対抗戦形式とは異なる点として、本来ならMC席であるさまぁ〜ずのどちらか一方が『Qさま!!軍団』のキャプテンとして解答席に座る点や、初期状態はどちらの軍団も5人しかメンバーがいないため、番組が用意した助っ人を交互に選んで補強する点がある。
2010年2月15日「プレッシャーSTUDY 2010 Qさま!!軍団vsお試しかっ!軍団 頭がいいのはどっちだ!?SP」
『Qさま!!軍団』（三村マサカズ、ロバート秋山、しずちゃん、山崎弘也、宇治原史規)対『お試しかっ!軍団』(タカアンドトシ、オリエンタルラジオ、天野ひろゆき）の対抗戦。天野の相方で、同日に放送された合体SPでの「帰れま10」に参加していたウド鈴木は、MC席の三村の位置で『お試しかっ！』軍団の応援に回った。
「お試しかっ!」との合体SPの初回。
2011年1月17日「プレッシャーSTUDY特別企画 お願い!ランキングGOLD軍団vsQさま!!軍団SP」
『お願い!ランキング GOLD軍団』（爆笑問題、ウエンツ瑛士、伊集院光、川越達也）対『Qさま!!軍団』（三村マサカズ、ロバート秋山、青木さやか、山崎弘也、宇治原史規)の対抗戦。
2011年6月20日「モーニングバード!軍団vsQさま!!最強軍団 対抗戦2時間SP」
『モーニングバード!軍団』（羽鳥慎一、赤江珠緒両キャスターら10名）対『Qさま!!最強軍団』の対抗戦。
この回のみ、通常の対抗戦同様、最初から両軍共に10人ずつメンバーが揃っており、さまぁ〜ずもMC席からMCを務めた。
2013年2月25日放送分の合体SP内で、再戦した。
2011年11月28日「プレッシャーSTUDY特別編 関ジャニの仕分け∞軍団vsQさま!!軍団SP」
『関ジャニの仕分け∞軍団』（錦戸亮、村上信五、丸山隆平）対『Qさま!!軍団』（大竹一樹、ロバート山本、山崎弘也、青木さやか、宇治原史規）の対抗戦。
2012年1月3日「プレッシャーSTUDY 2012 Qさま!!軍団vsお試しかっ！軍団vsお願いランキングGOLD軍団 3つ巴 新年の大激突3時間SP」
番組対抗では唯一の、三つ巴戦。『Qさま!!軍団』（大竹一樹、ロバート秋山、山崎弘也、青木さやか、宇治原史規）、『お試しかっ!軍団』(タカアンドトシ、オリエンタルラジオ、カンニング竹山）、『お願い!ランキング GOLD軍団』（爆笑問題、ウェンツ瑛士、磯野貴理子、古坂大魔王）の3軍団が戦った。
まずは予選（3ラウンド制）を行い、そこで最下位だった1軍団は脱落。残った2軍団で決勝（2ラウンド制）を行い、そこで勝利した軍団が、ボーナス獲得ステージ（2問）に挑戦できる。なお、途中で脱落した軍団のキャプテンはMC席に移ってMCを務める。
2013年1月7日「プレッシャーSTUDY特別編 お試しかっ!軍団vsQさま!!軍団 入試に出た問題から出しちゃうぞSP」
『Qさま!!軍団』（大竹一樹、ロバート秋山、山崎弘也、青木さやか、宇治原史規、竹内由恵アナウンサー)対『お試しかっ!軍団』(タカアンドトシ、U字工事、岩尾望）の対抗戦。
2013年5月13日『TVタックル軍団vsQさま!!選抜軍団 新聞から全部出しちゃうぞSP』
「ビートたけしのTVタックル」レギュラー出演者の阿川佐和子・江口ともみが同番組にゲスト出演する頻度の高い論客・政治家らを引率し『TVタックル軍団』として、『Qさま!!選抜軍団』と対戦。
問題内容は全て、朝日新聞の紙面で報じられた出来事に関する問題や、新聞の記事中に使われるカタカナ語に関する国語の書き問題から出題された。またこの回のボーナス獲得ステージで、「プレッシャー60秒」が初登場。
スピード漢字バトルSP（2010年5月3日放送分）
インテリ芸人軍団、インテリアナ・キャスター軍団、インテリ美女軍団、インテリ文化人軍団の4チーム（1チーム5人）で、3ヒント漢字バトル及びスピード漢字リレーのトーナメント戦。
1回戦・3ヒント漢字バトル
両軍団、先鋒から順番に解答。正解した人は解答席に残って、引き続き次の問題にも答える。不正解・時間切れの者は退場、次のメンバーと入れ替わる（両者不正解なら、2人とも次の人と交代）。 先に大将が退場してしまった軍団の負け。
出題される問題のテーマは、第1試合は「合体漢字」（3文字の漢字を組み合わせて出来る新たな漢字1文字→後半は、4文字の漢字を組み合わせて出来る2文字の熟語を答える）、第2試合は「共通部首」（3文字の漢字に共通して付く部首を答える）。
決勝戦・スピード漢字リレー
各チーム、1問ずつ挑戦。
先鋒から順番に5人がリレーで解答。1人15秒ずつ（大将のみ30秒）答えを書いていき、正解の漢字数がより多かった軍団の勝利、ボーナス獲得ステージの挑戦権を獲得。
ボーナス獲得ステージ
3ヒント漢字バトルより「共通漢字」（3種類の二字熟語の空欄に共通して当てはまる漢字1文字を答える）を、優勝した軍団の5人に対して出題。各自、15秒以内に解答する。
2問中1問でも5人全員が正解できれば、豪華ハワイ旅行獲得。
三村軍vs大竹軍SP（2010年6月21日・2011年6月27日・2012年6月25日・2013年7月8日放送分）
通常はMC席に座っているさまぁ〜ずが、それぞれ軍団のキャプテンとなって戦う対抗戦。キャプテン以外のメンバー18人の中から交互に1人ずつメンバーを選んで補強し、通常の10対10に調整。対戦システムは通常と同じ（4ステージ+ボーナス制）。
東京インテリ軍団vs大阪インテリ軍団 徹底比較!徹底対決!スペシャル!!（2013年9月23日放送分)
レギュラー放送で度々行われていた「東京インテリ軍団vs大阪インテリ軍団」の拡大版。まずは3種類の対決で、5個の「Qさま!!」を争奪。「Qさま!!」をより多く獲得した方が、最終対決を有利な状態から始められる。
第1対決・男子対決
男性メンバーが、10対10で対決。
プレッシャーSTUDY通常問題（10点×4問）とスピードプレッシャーリレー（最高120点）の合計点がより多かった方が、「Qさま!!」を2個獲得。
第2対決・高校生対決
名門高校に通う一般高校生が、5対5で対決。
対決種目は、ファイブプレッシャーSTUDYの1回戦「スピードプレッシャーSTUDY」に準ずる。4問の合計点がより多かった軍団が、「Qさま!!」を1個獲得。
第3対決・美女対決
女性メンバーが、10対10で対決。
プレッシャーSTUDY通常問題（10点×4問）を行った後、「目指せゼンメツ! ドラゼミイングリッシュ」で対戦。「目指せゼンメツ! ドラゼミイングリッシュ」は、1対1早押しの勝ち抜き戦（ただしリードしている点差10点につき1人、予め抽選で相手を退場させることができる）。
相手10人を退場させた軍団が勝利となり、「Qさま!!」を2個獲得。
最終対決・男女混合
第1対決と第3対決のメンバーから男女5人ずつ選抜して、10対10で対決。
対決種目は「目指せゼンメツ! プレッシャー早押しバトル」。ただし、第3対決を終えて「Qさま!!」をより多く獲得していた軍団は、1個差につき相手1人を予め退場させられる為（退場メンバーはくじ引きで決定）、有利な状態からクイズを始められる。
相手10人を退場させた軍団が総合優勝、賞金200万円を獲得。
プレッシャーチョイスSP
2010年6月28日放送。プレッシャーチョイスをメインに、全2ラウンド＋ボーナス獲得ステージで構成。
第1ラウンド「プレッシャーチョイス」は、1問ごとに一般正解率が下がっていく選択問題に挑戦。5問（動物3択問題2問、製造工程2択問題2問、実験2択問題1問）中3問正解で、「Qさま!!」獲得。
第2ラウンド「プレッシャーSTUDY 通常問題」は、7問中4問クリアで、「Qさま!!」獲得。
謎解きプレッシャーSTUDY
2014年4月28日放送。「相棒vsプレッシャーSTUDY」同様、水谷豊をMC席に迎え、相棒出演者にQさま!!からの助っ人を加えた10人が相棒軍団となり、推理力やひらめき等も試される新形式のクイズに協力して挑む。
オープニングクイズ「指で並べろ!プレッシャータッチ!!」（後述）は、3問中2問クリアで「Qさま!!」獲得。
第1ラウンド「謎解きプレッシャーSTUDY」は、通常のプレッシャーSTUDYと同じ。10点×5問で、40点以上に達すれば「Qさま!!」獲得。なおこの回から、新ルールとして「注目解答者ルール」が登場。
第2ラウンド「プレッシャークロスワード」は、1問勝負。クリアできれば、「Qさま!!」獲得。
ボーナス獲得ステージ「プレッシャー60秒」では、先のラウンドで得た「Qさま!!」の数だけ、10番席から解答が免除される（例えば「Qさま!!」2個獲得なら、10番席と9番席が免除され、8番席まで正解でハワイ旅行獲得）。

### ○○王No.1決定戦シリーズ
多数のインテリ芸能人の中から「漢字王」「勉強王」などの王座を決定するシリーズ。優勝者には豪華海外旅行が贈られる。なお、これらのシリーズでは冒頭で三村が「○○に行きたいか!」と叫んだり、決勝戦の舞台が東京タワーをバックにしたテレビ朝日屋上で行われるなどアメリカ横断ウルトラクイズをオマージュしている。プレッシャーSTUDYはせずに決定戦の企画が行われた。
基本的な構成はほぼ同じのため主な形式をまとめて表記する。ただし、脳力王、日本王は一部システムが違うが準決勝・決勝などルールの一部は共通している。
予選1R 早押しプレッシャーサイズ
あらかじめ成績優良者2名（過去の○○王保持者、視聴者優勝者予想トップ2など）はシードとして予選1Rを免除、それぞれのチームの10番席に座る。
集められた芸能人で一斉早押しプレッシャーサイズを行う。徐々に見えてくる漢字の読み、人物の名前、国・都道府県名、生物の名前、英単語の意味などを解答する。2問正解で予選2R進出。お手付き・誤答はその問題と向こう3問解答権無し。18名進出者が出た時点で終了。
最初の通過者はどちらのチームに入るか決めることができ、そのチームの9番席に座る(このとき選んだチームをAチーム、そうでない方をBチームとする)。以下、通過順にBチーム9番席→Aチーム8番席→Bチーム8番席→…→Aチーム1番席→Bチーム1番席の順番に座っていく。
予選2R プレッシャースタディ 通常問題
予選1Rで振り分けられたチームごとにプレッシャースタディに挑戦。クリアごとに得点が加算。数問行い、獲得した点を持って予選3Rに進む。なお、回答順は予選通過が遅かった順で固定であり、チームの都合で変えることはできない。
予選3R プレッシャーリレー
大会ごとに異なるルールで、プレッシャーリレーに挑戦。スピード漢字バトルを行う回もあった。
ここで獲得した得点を予選2Rと合わせ、得点の多かった1チーム10人が準々決勝進出。
決勝1R プレッシャースタディ 超上級問題
勝利チーム10人が個人戦となり対決。出された問題に筆記で解答、正解で得点が加算。全問題終了時に獲得点上位2–4人が次のステージに進出。ただし、一定問題数消化ごとにその時点の下位2人が強制的に脱落となる（同点の場合は、1枠席に近い方から脱落）。また、予選敗退者に同時に敗者復活戦（ペーパーテスト）が行われ、最初の脱落者2人の席に、敗者復活戦上位2人が入る。脱落者が出てラウンドが変わるごとに正解時の得点は10点、20点、30点…と大きくなっていく。復活者は0点からスタートするため、第1セット分の得点が加算されている他の人よりも不利な状態から始まる上に、同点だった場合席順で優先して脱落するという過酷な状況で戦わなければならない。
準決勝 プレッシャー対決
準々決勝1位VS4位、2位VS3位による対決。スピード漢字バトルなどに挑み、勝者が決勝進出。実施されない回もあった。
決勝 早押し問題
早押しプレッシャーSTUDYまたは早押しプレッシャーサイズを出題。正解で1ポイント、お手付き・誤答はその問題の解答権を失う。規定ポイント先取で優勝。
決勝 筆記問題
脳力王シリーズのみ、早押しではなく筆記の一斉解答形式で行われた。正解で1ポイント、誤答は加減点なし。規定ポイント先取で優勝。
歴代王者
漢字王
- 初代 やくみつる（2009年10月12日）
- 二代 畠山健（2010年1月4日）
- 三代 畠山健（2010年9月20日）
- 四代 やくみつる（2011年10月10日）

脳力王（四代目のみ「天才脳」に改題）
- 初代 宇治原史規（2010年2月8日）
- 二代 宇治原史規（2010年7月26日）
- 三代 やくみつる（2011年1月3日）
- 天才脳（四代） 宇治原史規（2011年10月3日）
- 五代 やくみつる（2012年10月15日、漢字王と合わせ二冠）

勉強王
- 初代 やくみつる（2010年4月12日）
- 二代 やくみつる（2011年3月28日）
- 三代 宇治原史規（2012年4月9日、日本王と合わせ二冠）

日本王
- 初代 ロバート・キャンベル（2011年3月8日）
- 二代 宇治原史規（2012年2月13日）

日本語の達人NO.1
- 初代 小島慶子（2013年9月30日）

### 漢字検定受験SP
プレッシャーSTUDY経験者の中から選抜されたメンバーが、日本漢字能力検定に挑戦する特別企画。5回行われた。
試験の2カ月前に企画を告げられ、まず漢字テストをした上で、各自が自分の受ける級を決める。1カ月前にスタジオで、漢字の読みと書きを答えるクイズを行う。また、スタジオ以外にもスタッフが出演者のところまで行き、抜き打ちテストを行い、勉強の進み具合をチェックする。受検後に、スタジオで一人一人に対して合否が発表される。

### ファイブプレッシャーSTUDYシリーズ
通常の半分の人数である5人1組で、早解きや早押しなど素早い解答が問われる種目に挑む、軍団対抗戦。
基本的な構成はほぼ同じのため主な形式をまとめて表記する。
1回戦・スピードプレッシャーSTUDY
1チーム5人の数チームを1ブロックとして行う。（スペシャル時は2ブロック制）
1軍団ずつ挑戦。1問ごとに、出題教科を選択する。
まず5人は、ステージに待機。スタートの合図でステージから降りて、各自の席に移り、起立したままで答えを書いていく。
1巡目では、1枠で正解したら6枠に、2枠で正解したら7枠に、…とスライド式に移動する。2巡目では、残っている5問の中から解答。正解した人はステージに戻り、10枠は正解してステージに戻ったら中央のボタンを押して完了させる。初登場時のみ、難易度の低い前半5問をすべて解答してからでないと後半5問が解答できないルールだった。
時間内に10問全て正解してボタンを押したら、残り秒数×1点を獲得。時間内に10問正解できなかった・10問正解してもボタンを押すのが間に合わなかった・（教科書ドボン問題で）ドボンの選択肢を選んだ場合は、0点。
2問挑んで、合計点の各ブロック上位が準決勝進出。
準決勝・スピードプレッシャー
基本的には「スピード漢字リレー」同様、先鋒から順番に5人がリレーで解答。1人10秒ずつ（大将のみ20秒）答えを書いていく。
正解数に応じて得点が加算される。「10個書いてよ!」ルールではチーム合計で10個正解した場合はボーナス得点が加算される。
1–2問挑戦し、合計点が多かった軍団が決勝進出。
決勝・早押しプレッシャーSTUDY
各教科の用語集などから出題。その用語や熟語の説明文が読み上げられるので、その用語や熟語は何かを早押しで解答する。
正解した人は抜けていき、先に5人全員抜けた軍団が優勝。
不正解の場合、説明文を読み切った上で相手軍に解答権が移動する。
ボーナス獲得ステージ・教科書○×テスト
3軍団対抗戦の回で、決勝の代わりに実施。ルールは通常の教科書○×テストと同じ。ただし、1人2問ずつ正解しないといけない。
歴代王者
全国インテリ高校No.1決定戦SP（2010年11月22日放送分）
東大寺学園高校
インテリ軍団対抗戦SP（2011年2月14日放送分）
インテリ芸人軍団（宇治原史規、哲夫（笑い飯）、オリエンタルラジオ（中田敦彦、藤森慎吾）、ミラクルひかる）
因縁の美女対抗戦SP（2011年6月13日放送分）
バツイチインテリ美女軍団（磯野貴理、飯星景子、菊池麻衣子、有賀さつき、麻木久仁子）（ハワイ旅行も獲得）

### 全日本勉強選手権
出身地別で分かれた6軍団（北海道・東北、東京、東京以外の関東、中部、関西、九州・沖縄）が、日本にまつわる問題に答えていく、軍団対抗戦。優勝した軍団は、豪華海外旅行を賭けたボーナス獲得ステージに挑戦できる。
基本的な構成はほぼ同じのため主な形式をまとめて表記する。
予選1R プレッシャースタディ 通常問題
予選では、2軍団ずつ対戦。
プレッシャースタディに挑戦。クリアごとに得点が加算。数問行い、獲得した点を持って予選2Rに進む。クリアできなかった場合、「学資金チャンス」として、答えられなかった問題を後ろに控えている軍団（既に予選を敗退した軍団を除く）早押しで解答権を奪う。正解した軍団は学資金を獲得。
予選2R プレッシャーリレー
大会ごとに異なるルールで、プレッシャーリレーに挑戦。ここで獲得した得点を予選1Rと合わせ、得点の多かった軍団が決勝ラウンド進出。負けた軍団は敗退、しかも○○王シリーズとは異なり、敗者復活戦は実施されない。
準決勝・決勝
大会ごとに異なる種目を実施。「日本を愛してる世代No.1決定戦」のみ、準決勝ラウンドが無く3軍団で決勝を戦った。
- 日本縦断2択問題
  - まず早押しプレッシャー47択（前述）を出題し、正解した軍団が「日本縦断2択問題」に挑戦
  - 先に選択した問題ジャンル（「難読地名」→漢字で書かれた地名の読みを答える、「1位or最下位」→出題された統計において指定された県が47都道府県中1位か最下位かを答える、「名物・名所」→各都道府県の名物や名所の名前を答える）から2択問題を10問出題。ただし問題番号ではなく、日本を分割した10エリア（北海道、東北、北関東、南関東、中部、関西、四国、中国、九州、沖縄）を指定して答える。
  - 10問全て正解で勝ち抜け、誤答・時間切れで早押しに逆戻り。

- プレッシャーPK
  - 2013年2月11日放送分「第2回全日本勉強選手権」の決勝ラウンドとして実施。
  - 2軍団が交互にドボン問題に挑戦。サドンデス方式で行い、優勝軍団を決める。

- サバイバル漢字算数
  - 出題された計算式に合わせて漢字の部分を足し引きし、最終的に残った部分を組み合わせると新たにできる二字の熟語は何かを答える。
  - 20秒以内にチームで相談して、記述式で解答。1問でも誤答したらその軍団は脱落、最後まで正解し続けた軍団の優勝。

- プレッシャー割り込み
  - 追加される1つの項目が、予めお題の序列で並べられた項目の内、どの2項目の間に入るかを答える（必ず2項目の間に入り、序列の最初及び最後に入ることはない）。20秒以内にチームで相談して、記述式で解答。3問先取で優勝。

ボーナス獲得ステージ・教科書○×テスト
歴代王者
第1回全日本勉強選手権（2012年10月8日放送分）（準決勝以降は、予選を勝ち上がった3軍団30名による個人戦）
辰巳琢郎（関西インテリ軍団）
日本を愛してる世代No.1決定戦（2012年12月17日放送分）（20代 - 60代の世代対抗戦であるが、コンセプトは同じ）
20代インテリ軍団(立石諒・白石準也・小日向えり・後藤淳平・向井慧・竹内由恵・丹佳夫・服部巧・松尾依里佳・三浦奈保子)
第2回全日本勉強選手権（2013年2月11日放送分）
東京インテリ軍団(クリス松村・大和田美帆・本仮屋リイナ・武内絵美・東貴博・中田敦彦・金田一央紀・有賀さつき・伊集院光・やくみつる)
第3回全日本勉強選手権（2013年4月15日放送分）
東京インテリ軍団(多岐川裕美・黒田知永子・大和田美帆・竹内由恵・大塚範一・東貴博・有賀さつき・金田一秀穂・伊集院光・やくみつる)

### 小中学校の教科書王 No.1決定戦
2020年6月1日放送分と2020年6月22日放送分のみ実施された番組初の1vs1での対決。8人の解答者が挑戦する。初回では番組初のリモート収録が行われ、それぞれが個室から参加した。
1回戦
小学校の教科書を題材に早押しクイズや、筆記クイズが出題される。科目名は出題前に知らされる。
早押しクイズは正解すれば1ポイント獲得でき、不正解は相手に解答権が移る。筆記クイズは2人同時に答え、正解すれば1ポイント獲得。ドボン問題も出題されることがあるが、これはドボン(不正解)を選ばなかった人が1ポイントを獲得。
1vs1で、指示されたポイント数を先取した人が2回戦に進出。
2回戦
1対1漢字ケシマス
基本ルールは漢字ケシマスの項目を参照。
1vs1の対戦形式で交互に答える。消したマス×10ポイントを獲得できる。正誤に関わらず解答を済ませるか、制限時間が無くなったら相手に解答権が移り、2回間違えると失格。通常版とは違い、1文字で消すことは認められない。
並べ替えマス
基本ルールは並べ替えマスの項目を参照。
解答モニターに解答を記述し、早押しボタンを押して待機する。2人とも押していた場合は早く答えた方がポイントを獲得できる。最終的なポイントが多い人が3回戦または決勝戦に進出。
3回戦
初登場は2020年6月22日。
前回大会の優勝者vs2回戦の勝者のいずれか一方が1vs1で早押しクイズや筆記クイズで戦う。4ポイント先取した人が決勝戦に進出。
決勝戦
下記のいずれかのクイズの勝者が優勝となる。
30マスを読み上げマス
基本ルールは30マスを読み上げマスの項目を参照。
両方に700ポイントの持ち点が与えられ、1vs1で早押しクイズに答える。4問目からは通常の2倍の持ち点を減らせる。
先に相手の持ち点を0にした人が優勝。
増え択問題
初登場は2020年6月22日。1vs1で択一クイズに答える。1問目は2択、2問目は3択と問題数を重ねるごとに選択肢が1つずつ増えていく。制限時間内に番号札を上げて答える。相手が間違えるまで正解を選び続ければ優勝。